# La Ciotat
La Ciotat est une commune française située dans le département des Bouches-du-Rhône en région Provence-Alpes-Côte d'Azur, à 31 kilomètres à l'est de Marseille. Ses habitants sont appelés les Ciotadens et les Ciotadennes. Bien que faisant partie de la Métropole Aix-Marseille-Provence, la Ciotat est l'une des deux seules communes de celle-ci (avec Ceyreste) qui appartient à l'unité urbaine de Toulon.
La baie de la Ciotat est entrée, en 2019, dans le Club des plus belles baies du monde.

## Géographie

### Localisation

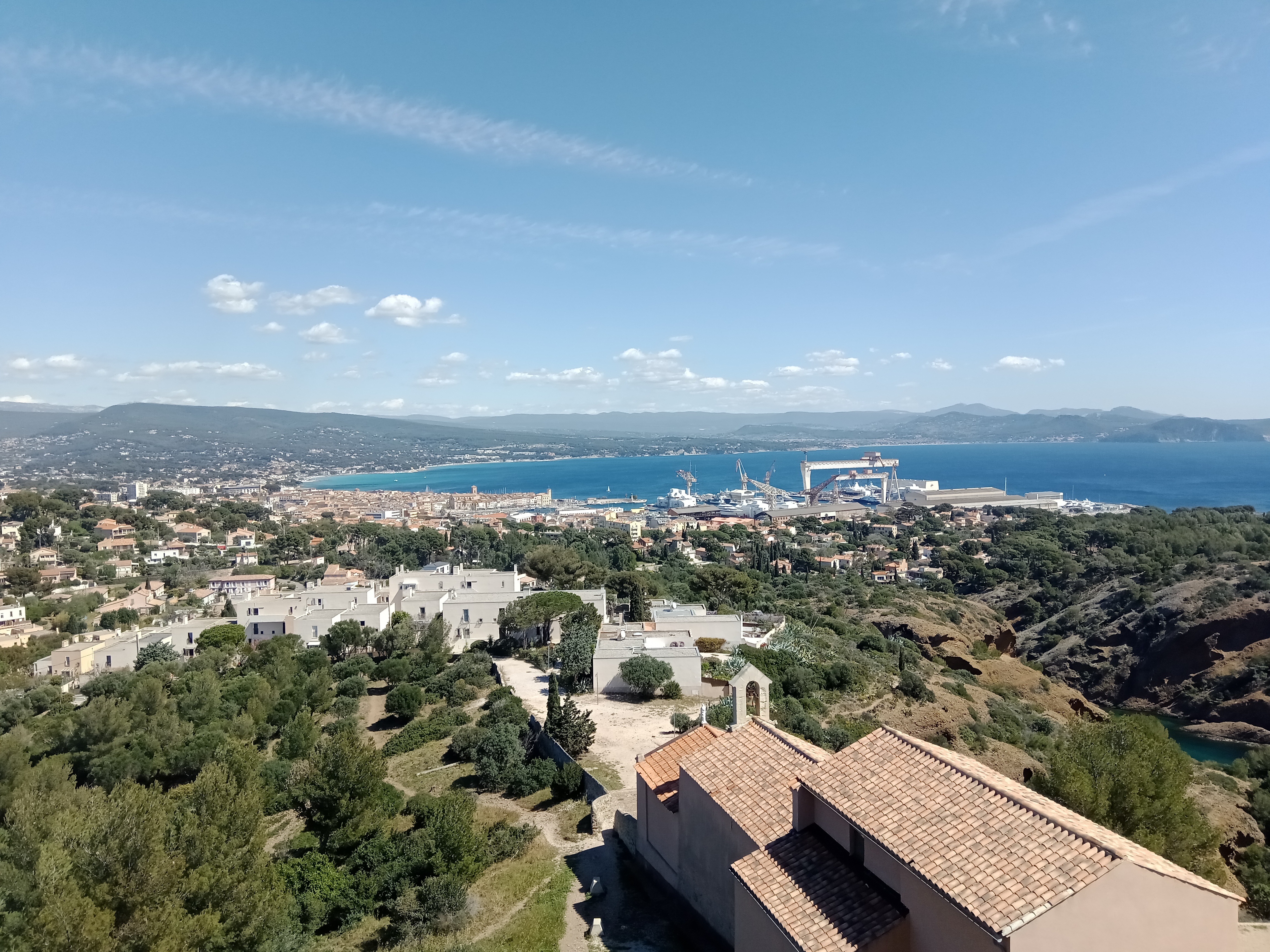
La Ciotat depuis la chapelle Notre-Dame-de-la-Garde.

Assise au fond d'une baie en croissant, la ville, adossée au Bec de l'Aigle fait face à la mer. Elle est située au coin d'un vaste synclinal calcaire, remontant à l'ouest pour former la montagne de la Canaille, formant de hautes falaises tombant directement sur la mer, et se prolongeant au nord jusqu'au village de Cassis formant le cap Canaille. Ces falaises, les falaises Soubeyranes, dépassent 390 mètres, ce qui les place en tête des plus hautes de France et parmi les plus hautes falaises maritimes d'Europe. Entre la Grande Tête et le Bau Rous, sur le territoire de La Ciotat, une borne surplombant la mer indique le point le plus élevé des falaises, du plateau et de la commune, soit 394 mètres.

### Communes limitrophes
Les communes limitrophes sont Cassis, Ceyreste, La Cadière-d'Azur et Saint-Cyr-sur-Mer.

### Voies de communication
On accède à La Ciotat en venant de Marseille par le train, par l'autoroute A50 ou par la RD 559 (route de Cassis).
On y accède depuis le nord par la RD 3, venant de Ceyreste, qui devient successivement l'avenue Roumanille puis Guillaume-Dulac avant de pénétrer en centre-ville sous le nom d'avenue Fernand-Gassion. À l'est, depuis Saint-Cyr-sur-Mer, on accède à La Ciotat par la même RD 559.
L'autoroute A50, récemment élargie à 2 × 3 voies, la contourne par le nord, d'ouest en est, en suivant la voie SNCF Paris-Vintimille. La gare de péage est située au nord-ouest de la commune, à l'entrée des zones d'activités « Athélia I à IV ». Le premier carrefour giratoire rencontré à la sortie du péage, dessert Athélia I, en première sortie à droite. La deuxième sortie permet de rejoindre la ville et poursuivre sur le Var via la RD 559 qui traverse le territoire communal. La troisième sortie dessert les zones Athélia II, IV puis Athélia III (située dans le quartier des Séveriers-Nord).
La RD 559, dite route de Marseille traverse la ville d'ouest en est, reliant la limite de Cassis à celle de Saint-Cyr-sur-Mer. Elle se transforme en voie urbaine et porte le nom, depuis le giratoire situé en bas de la bretelle de l'autoroute (rond-point dit « de la locomotive ») jusqu'au quartier de Saint-Jean, d'un conseiller municipal disparu lors de son mandat, délégué aux travaux et à la voirie, Pierre Rovarch.

### Climat
Pour des articles plus généraux, voir Climat de Provence-Alpes-Côte d'Azur et Climat des Bouches-du-Rhône.
En 2010, le climat de la commune est de type climat méditerranéen franc, selon une étude du Centre national de la recherche scientifique s'appuyant sur une série de données couvrant la période 1971-2000. En 2020, Météo-France publie une typologie des climats de la France métropolitaine dans laquelle la commune est exposée à un climat méditerranéen et est dans la région climatique  Provence, Languedoc-Roussillon, caractérisée par une pluviométrie faible en été, un très bon ensoleillement (2 600 h/an), un été chaud (21,5 °C), un air très sec en été, sec en toutes saisons, des vents forts (fréquence de 40 à 50 % de vents > 5 m/s) et peu de brouillards.
Pour la période 1971-2000, la température annuelle moyenne est de 15,2 °C, avec une amplitude thermique annuelle de 15 °C. Le cumul annuel moyen de précipitations est de 572 mm, avec 6,1 jours de précipitations en janvier et 1,1 jours en juillet. Pour la période 1991-2020, la température moyenne annuelle observée sur la station météorologique de Météo-France la plus proche, « Cassis », à 7 km à vol d'oiseau, est de 15,3 °C et le cumul annuel moyen de précipitations est de 614,6 mm. 
La température maximale relevée sur cette station est de 39,1 °C, atteinte le 1er août 2020 ; la température minimale est de −7,7 °C, atteinte le 11 février 2012,,.
| Mois                                  | jan.          | fév.          | mars          | avril         | mai           | juin          | jui.          | août          | sep.          | oct.            | nov.            | déc.          | année     |
| ------------------------------------- | ------------- | ------------- | ------------- | ------------- | ------------- | ------------- | ------------- | ------------- | ------------- | --------------- | --------------- | ------------- | --------- |
| Température minimale moyenne (°C)     | 4,8           | 4,3           | 6,4           | 8,7           | 12            | 15,7          | 18,1          | 18,3          | 15,1          | 12,3            | 8,3             | 5,6           | 10,8      |
| Température moyenne (°C)              | 8,4           | 8,5           | 10,9          | 13,2          | 16,8          | 20,9          | 23,6          | 23,7          | 19,9          | 16,3            | 11,9            | 9,1           | 15,3      |
| Température maximale moyenne (°C)     | 12            | 12,6          | 15,4          | 17,7          | 21,7          | 26,2          | 29,1          | 29,1          | 24,7          | 20,4            | 15,5            | 12,7          | 19,8      |
| Record de froid (°C) date du record   | −5 25.01.07   | −7,7 11.02.12 | −3,1 02.03.05 | 0,6 03.04.22  | 4 07.05.19    | 8,7 02.06.06  | 10,4 17.07.00 | 11,4 23.08.07 | 6,9 25.09.02  | 2,3 28.10.12    | −3,1 22.11.1999 | −5,1 30.12.05 | −7,7 2012 |
| Record de chaleur (°C) date du record | 19,9 20.01.07 | 22,2 12.02.02 | 23,7 21.03.02 | 26,9 26.04.10 | 32,9 27.05.22 | 37,4 28.06.19 | 37,5 15.07.22 | 39,1 01.08.20 | 33,9 01.09.19 | 30,4 02.10.1997 | 24 14.11.23     | 21,5 30.12.21 | 39,1 2020 |
| Précipitations (mm)                   | 57,8          | 40,6          | 34,2          | 66,5          | 46,8          | 23,5          | 10,4          | 22,6          | 79,4          | 89,9            | 83,1            | 59,8          | 614,6     |

| Diagramme climatique                                  |             |             |             |            |              |              |              |              |              |             |             |
| J                                                     | F           | M           | A           | M          | J            | J            | A            | S            | O            | N           | D           |
| 124,857,8                                             | 12,64,340,6 | 15,46,434,2 | 17,78,766,5 | 21,71246,8 | 26,215,723,5 | 29,118,110,4 | 29,118,322,6 | 24,715,179,4 | 20,412,389,9 | 15,58,383,1 | 12,75,659,8 |
| Moyennes : • Temp. maxi et mini °C • Précipitation mm |             |             |             |            |              |              |              |              |              |             |             |

Les paramètres climatiques de la commune ont été estimés pour le milieu du siècle (2041-2070) selon différents scénarios d'émission de gaz à effet de serre à partir des nouvelles projections climatiques de référence DRIAS-2020. Ils sont consultables sur un site dédié publié par Météo-France en novembre 2022.

## Urbanisme

### Typologie
Au 1er janvier 2024, La Ciotat est catégorisée centre urbain intermédiaire, selon la nouvelle grille communale de densité à 7 niveaux définie par l'Insee en 2022.
Elle appartient à l'unité urbaine de Toulon, une agglomération inter-départementale dont elle est une commune de la banlieue,. Par ailleurs la commune fait partie de l'aire d'attraction de Marseille - Aix-en-Provence, dont elle est une commune de la couronne,. Cette aire, qui regroupe 115 communes, est catégorisée dans les aires de 700 000 habitants ou plus (hors Paris),.
La commune, bordée par la mer Méditerranée, est également une commune littorale au sens de la loi du 3 janvier 1986, dite loi littoral. Des dispositions spécifiques d’urbanisme s’y appliquent dès lors afin de préserver les espaces naturels, les sites, les paysages et l’équilibre écologique du littoral, tel le principe d'inconstructibilité, en dehors des espaces urbanisés, sur la bande littorale des 100 mètres, ou plus si le plan local d’urbanisme le prévoit.

### Occupation des sols

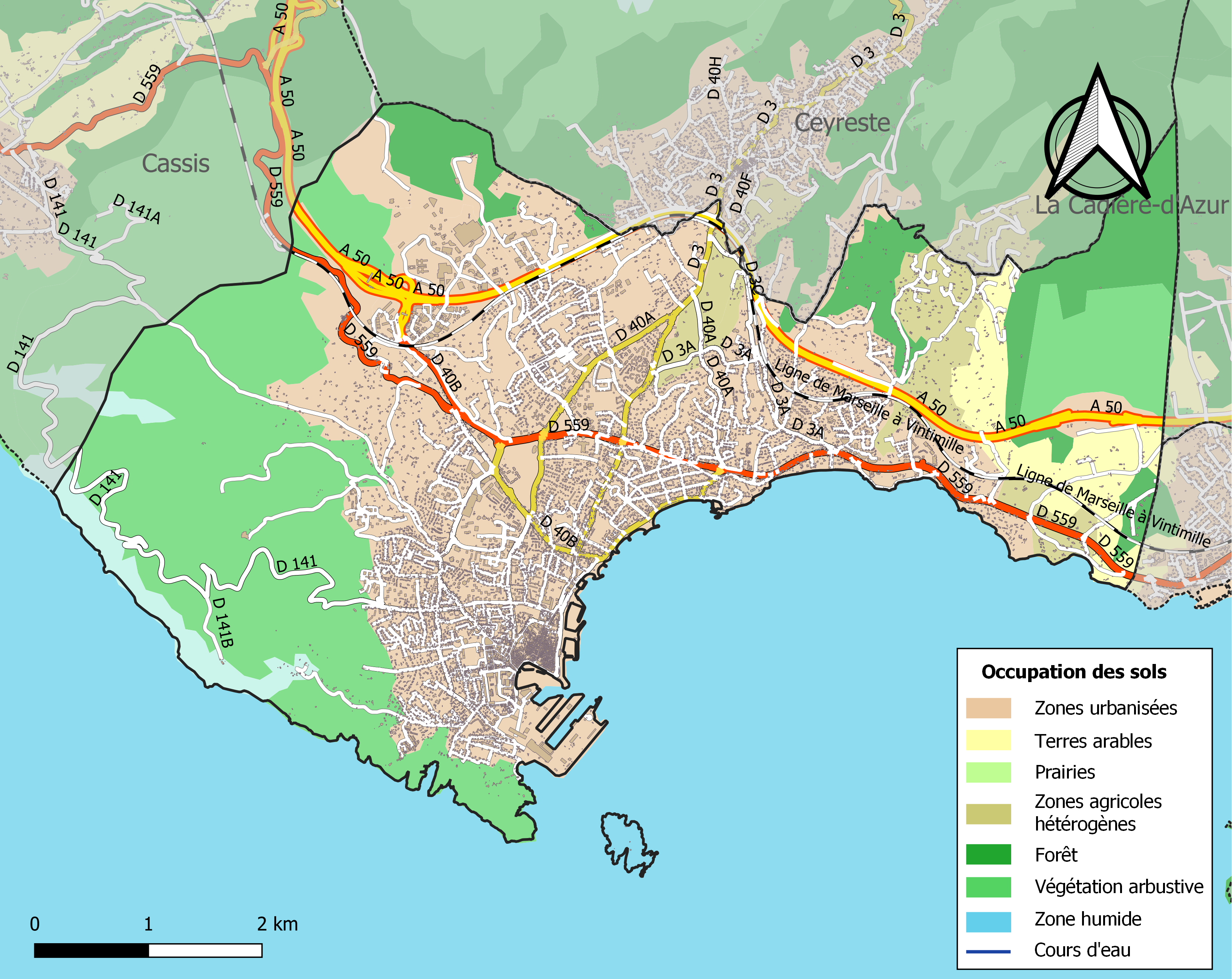
Carte des infrastructures et de l'occupation des sols de la commune en 2018 (CLC).

Le tableau ci-dessous présente l'occupation des sols de la commune en 2018, telle qu'elle ressort de la base de données européenne d’occupation biophysique des sols Corine Land Cover (CLC).
| Type d’occupation                                                                   | Pourcentage | Superficie (en hectares) |
| ----------------------------------------------------------------------------------- | ----------- | ------------------------ |
| Tissu urbain continu                                                                | 0,7 %       | 25                       |
| Tissu urbain discontinu                                                             | 41,0 %      | 1322                     |
| Zones industrielles ou commerciales et installations publiques                      | 2,9 %       | 93                       |
| Réseaux routier et ferroviaire et espaces associés                                  | 1,6 %       | 51                       |
| Zones portuaires                                                                    | 1,7 %       | 56                       |
| Décharges                                                                           | 1,0 %       | 33                       |
| Chantiers                                                                           | 0,9 %       | 28                       |
| Vignobles                                                                           | 2,9 %       | 93                       |
| Vergers et petits fruits                                                            | 1,5 %       | 49                       |
| Systèmes culturaux et parcellaires complexes                                        | 5,0 %       | 162                      |
| Surfaces essentiellement agricoles interrompues par des espaces naturels importants | 0,6 %       | 18                       |
| Forêts de conifères                                                                 | 8,5 %       | 275                      |
| Végétation sclérophylle                                                             | 24,4 %      | 785                      |
| Forêt et végétation arbustive en mutation                                           | 3,8 %       | 121                      |
| Végétation clairsemée                                                               | 2,4 %       | 78                       |
| Mers et océans                                                                      | 1,1 %       | 34                       |
| Source : Corine Land Cover                                                          |             |                          |

## Toponymie
La Ciotat et Ceyreste ne formaient qu'une même agglomération jusqu'au XVe siècle.
La Ciotat est appelée La Ciéutat en provençal selon la norme mistralienne et La Ciutat selon la norme classique.
Le nom de La Ciotat, signifie simplement « cité », en latin civitas. Il est à rapprocher des mots espagnol ciudad et  catalan ciutat. La devise de la ville est d'ailleurs « Civitatensis », ce qui signifie en français « de la cité » ou, employé comme substantif, « les habitants de la cité ». Elle fut choisie afin d'exprimer le lien des citoyens avec leur ville. Le village de Ceyreste tire son origine du nom Kitharistès (en français : « le joueur de cithare ») donné jadis par les Grecs anciens. Cette dénomination pourrait provenir de l'hellénisation d'un mot ligure, peut-être en lien avec les bruissements du vent autour de la baie depuis le Bec de l'Aigle à Saint-Cyr-sur-Mer. À leur tour, les Romains reprirent le nom en le transposant en latin sous la forme Citharista, qui a donné Ceyreste par la suite.

## Histoire

### Préhistoire
On note une présence humaine dans les collines de La Ciotat, avec l’implantation de tribus sédentaires au Néolithique final (3000 - 2000 avant notre ère).
Organisés en tribus, les premiers habitants de La Ciotat vivent de cueillette, de chasse, de pêche, mais aussi d’élevage et d’agriculture.
Les cuestas de calcaire et les falaises ont livré de nombreuses traces de fréquentations humaines, en particulier à l’abri de la Marcouline, à Cassis (−9 000 ans), au pied du cap Canaille à la Baume Noire. Le gîte d’Ellianac, abrité par la falaise de la route des Crêtes, a livré plusieurs céramiques, des silex taillés, des restes de nourriture ainsi que des sépultures. De plus, la grotte de Terrevaine a permis de mettre au jour de nombreuses sépultures collectives et quelques objets : elle est considérée comme la plus importante sépulture énéolithique de la Basse Provence.
Les abris du cirque de Mallombre ont certainement servi de repaire à l’homme primitif ; la grotte de Fardeloup a livré au début du siècle des pointes de flèches. Les abords du stade de l’Abeille ont révélé des éclats de silex taillés et un fragment de hache. En 1983, un étroit boyau (grotte du Clou) livre aux membres du Spéléo-Club de La Ciotat une alêne de l’âge du bronze : premier objet métallique pour la Préhistoire ciotadenne.

### Antiquité
Néanmoins, l'installation du premier établissement sur la route maritime des navigateurs antiques remonte au Ve siècle av. J.-C.
À cette époque, la ville acquiert une grande prospérité grâce à la pêche et au commerce. L'activité du port contribue au développement économique de la cité.
En 2005, des fouilles archéologiques exécutées à proximité immédiate du Port-Vieux ont permis de découvrir des vestiges de maçonneries qui pourraient appartenir à une exploitation vinicole ou oléicole des IIe – Ier siècles av. J.-C. Des bâtiments datant des périodes romaine et antique tardives (Ier – VIIe siècle) ont été mis au jour en limite du rivage.

### Moyen Âge
La ville apparaît comme un hameau de 200 habitants dépendant de Ceyreste. Les moines détiennent alors un pouvoir considérable sur le territoire.
En plein essor économique, grâce à son trafic maritime, le bourg de La Ciotat marqua peu à peu sa volonté d’autonomie.
En 1429, de graves querelles concernant la garde des terres « communes » éclatèrent entre La Ciotat et Ceyreste. Les délégués des deux communautés trouvèrent alors une solution : le partage du territoire de Ceyreste, scindé en deux communautés distinctes et indépendantes.
Dès lors, La Ciotat se développe rapidement : elle construit son Fort Bérouard,, ses remparts, son église et géra son propre commerce. Des familles italiennes originaires de Gênes s'installent. La Ciotat compte bientôt  10 000 habitants.
Deux autres forts complètent la défense de la place : à l'Est, près de la porte de la Tasse, le petit fort Saint-Martin, et le fort Saint-Antoine situé, à l'époque, à l'emplacement des chantiers navals.

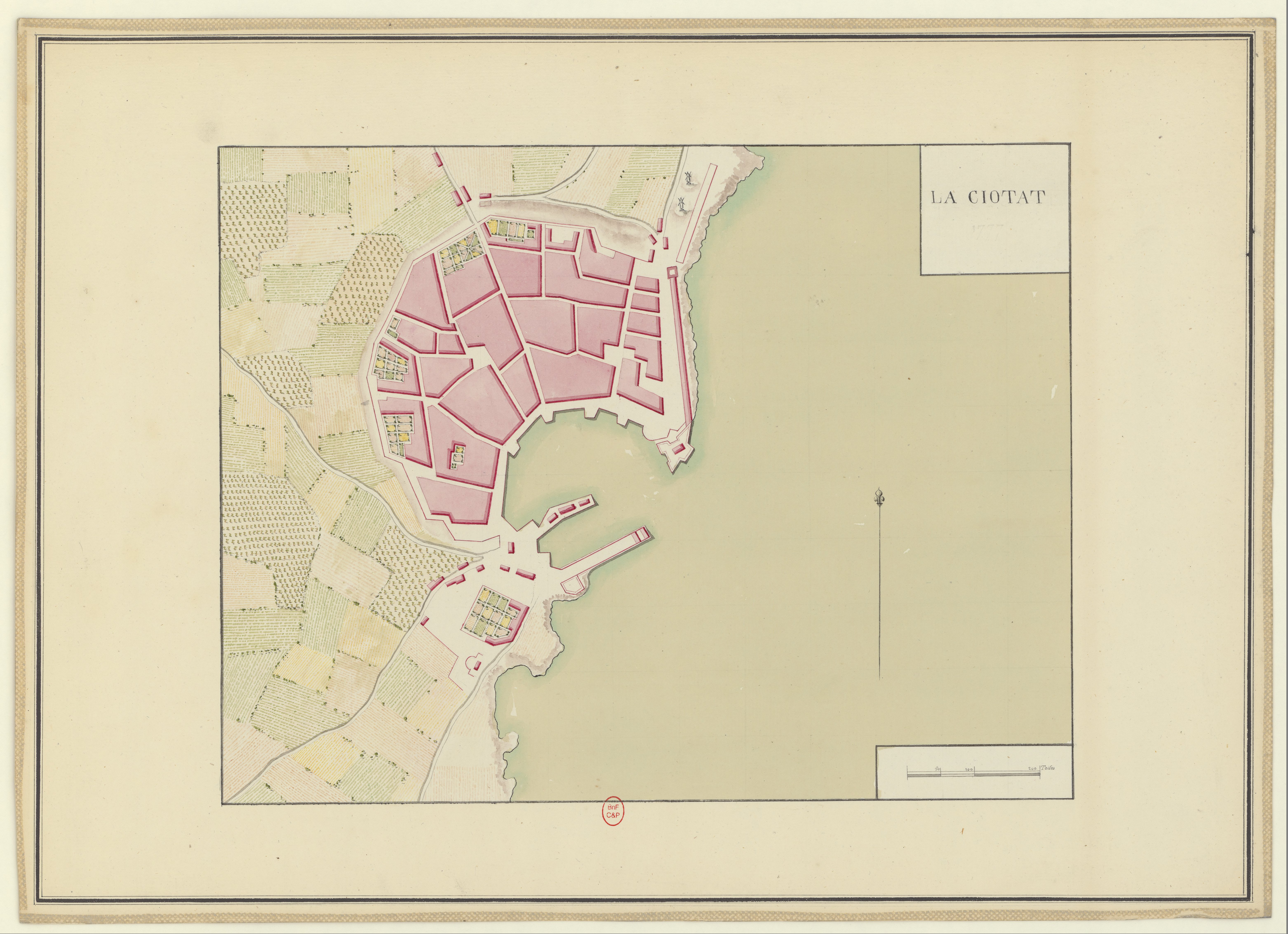
Plan de La Ciotat de 1777 indiquant le fort du Bérouard au sud de la muraille est et le fort Saint-Martin au nord.
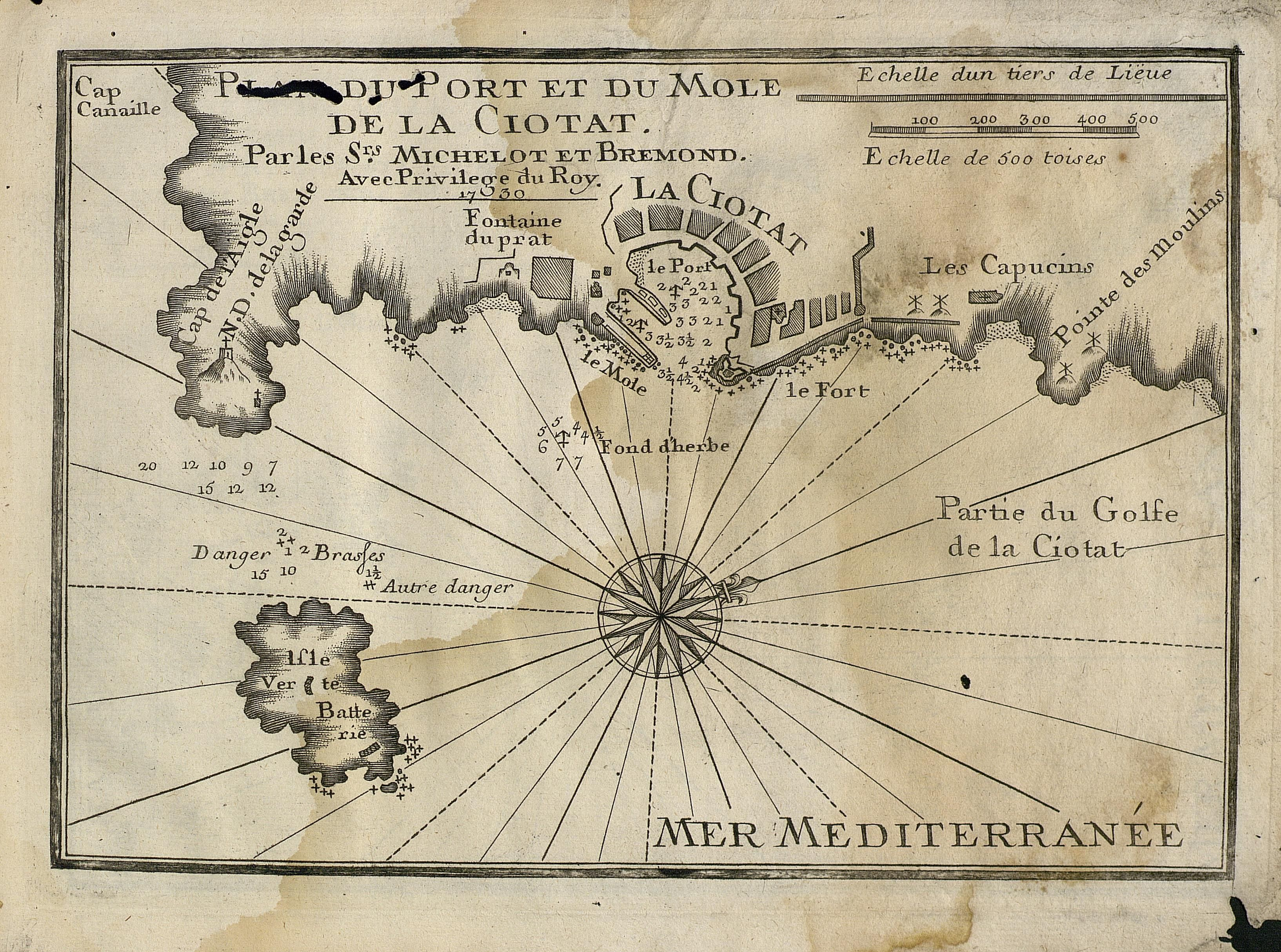
Plan de La Ciotat de 1730 indiquant le fort du Bérouard et la muraille de la ville.

### 1720 et la peste
L'épidémie de peste, qui ravage la Provence en 1720, épargne toutefois La Ciotat grâce au courage et à l'organisation des Ciotadens.
Afin de se protéger du fléau, la cité ferme ses portes aux étrangers. Lorsque les troupes de la garnison de Marseille veulent se réfugier en ville, ce sont les Ciotadennes qui les en empêchent.
Le port de la ville se transforme alors en entrepôt de commerce : les subsistances et surtout le blé, à destination de Marseille et de la Provence, transitent alors par la ville, préservant ainsi la région de la famine.
L'église paroissiale, Notre-Dame-de-l'Assomption, conserve deux précieux témoignages de la peste de 1720 : un tableau de Michel Serre sur lequel est représenté le bateau qui apporta la peste, repartant de la baie de La Ciotat, sans secours, vers Marseille, ainsi qu'une vue de Cassis à l'époque de la peste.

### La Révolution et le Premier Empire
Peu avant la Révolution française, l’agitation monte. Outre les problèmes fiscaux présents depuis plusieurs années, la récolte de 1788 avait été mauvaise et l’hiver 1788-89 très froid. L’élection des États généraux de 1789 avait été préparée par celles des États de Provence de 1788 et de janvier 1789, ce qui avait contribué à faire ressortir les oppositions politiques de classe et à provoquer une certaine agitation. C’est au moment de la rédaction des cahiers de doléances, fin mars, qu’une vague insurrectionnelle secoue la Provence. Une émeute frumentaire se produit à La Ciotat le 26 mars. Si elle se limite finalement à un rassemblement assorti de cris et de menaces envers les possédants, elle parvient à obtenir la suppression d’un impôt, le piquet, de manière temporaire. Il est ensuite rétabli, mais à un taux moins élevé. Dans un premier temps, la réaction consiste dans le rassemblement d’effectifs de la maréchaussée sur place. Une garde bourgeoise est créée, afin de pallier de futurs soulèvements. Puis des poursuites judiciaires sont diligentées, mais les condamnations ne sont pas exécutées, la prise de la Bastille comme les troubles de la Grande Peur provoquant, par mesure d’apaisement, une amnistie début août.
En 1800, la rébellion s’essouffle progressivement avec la nomination du nouveau maire de La Ciotat, Bernardin Ramel, par le premier consul Bonaparte.
Le retour du curé et des prêtres au presbytère, la suppression du calendrier républicain au 1er janvier 1806, le rétablissement des anciens noms de rues en 1808, marquent bien la fin de l'ère révolutionnaire.
Néanmoins, la multiplication des attaques britanniques achève de ruiner La Ciotat. Peu à peu, la population diminue et s’appauvrit.
À l’heure où s’effondre l'Empire, La Ciotat se trouve très affaiblie.

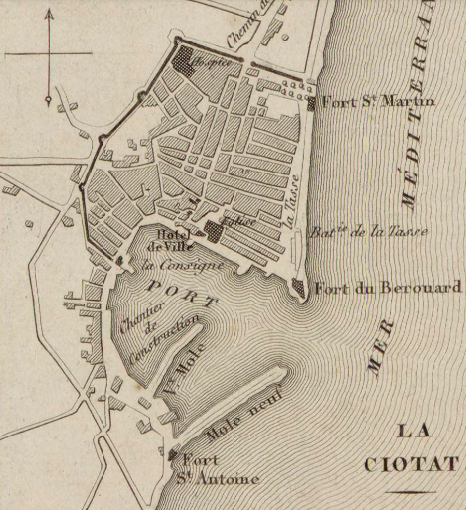
Plan de La Ciotat de 1830 indiquant le fort du Bérouard, le fort Saint-Martin et le fort Saint-Antoine.

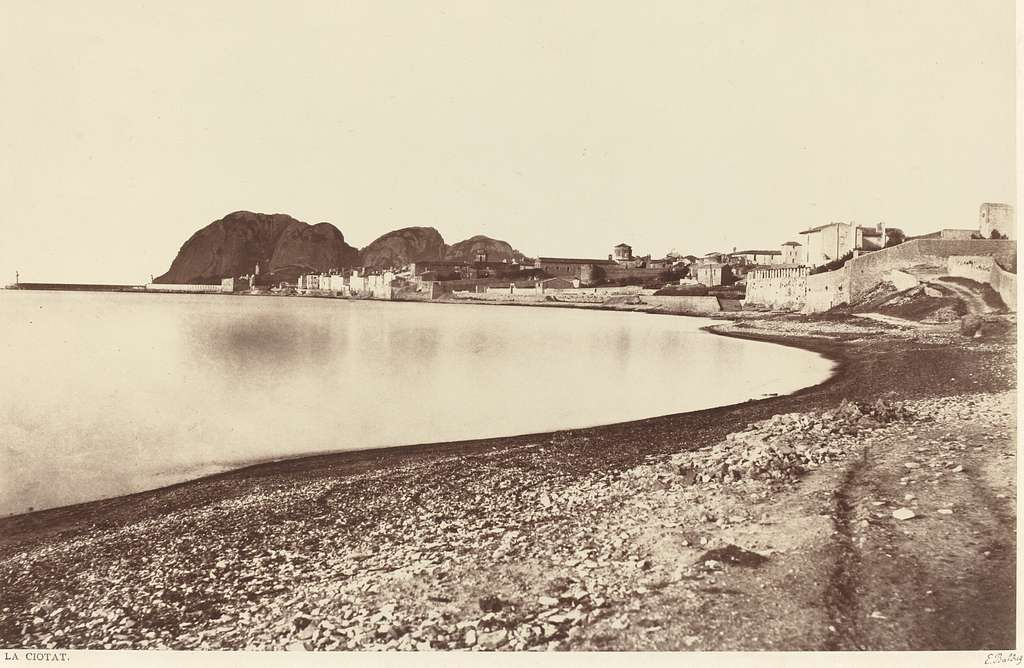
La plage de la Ciotat en 1860, avec le Bec de l'Aigle en arrière-plan. Épreuve sur papier salé par Edouard Denis Baldus, National Gallery of Art, Washington, États-Unis.

### L'industrialisation
Les chantiers navals se développent au XIXe siècle. En 1835, le Ciotaden Louis Benet s'associe aux ingénieurs maritimes les Vence pour construire des navires à coque métallique à La Ciotat (et à propulsion à vapeur). En 1851, les Messageries nationales choisissent les chantiers navals de La Ciotat pour faire construire les navires de leur flotte. En 1870, les chantiers ciotadens emploient trois mille cinq cents ouvriers, ouvriers pour lesquels est construite en 1853 une des premières cités ouvrières de France.

## Politique et administration

### Liste des maires

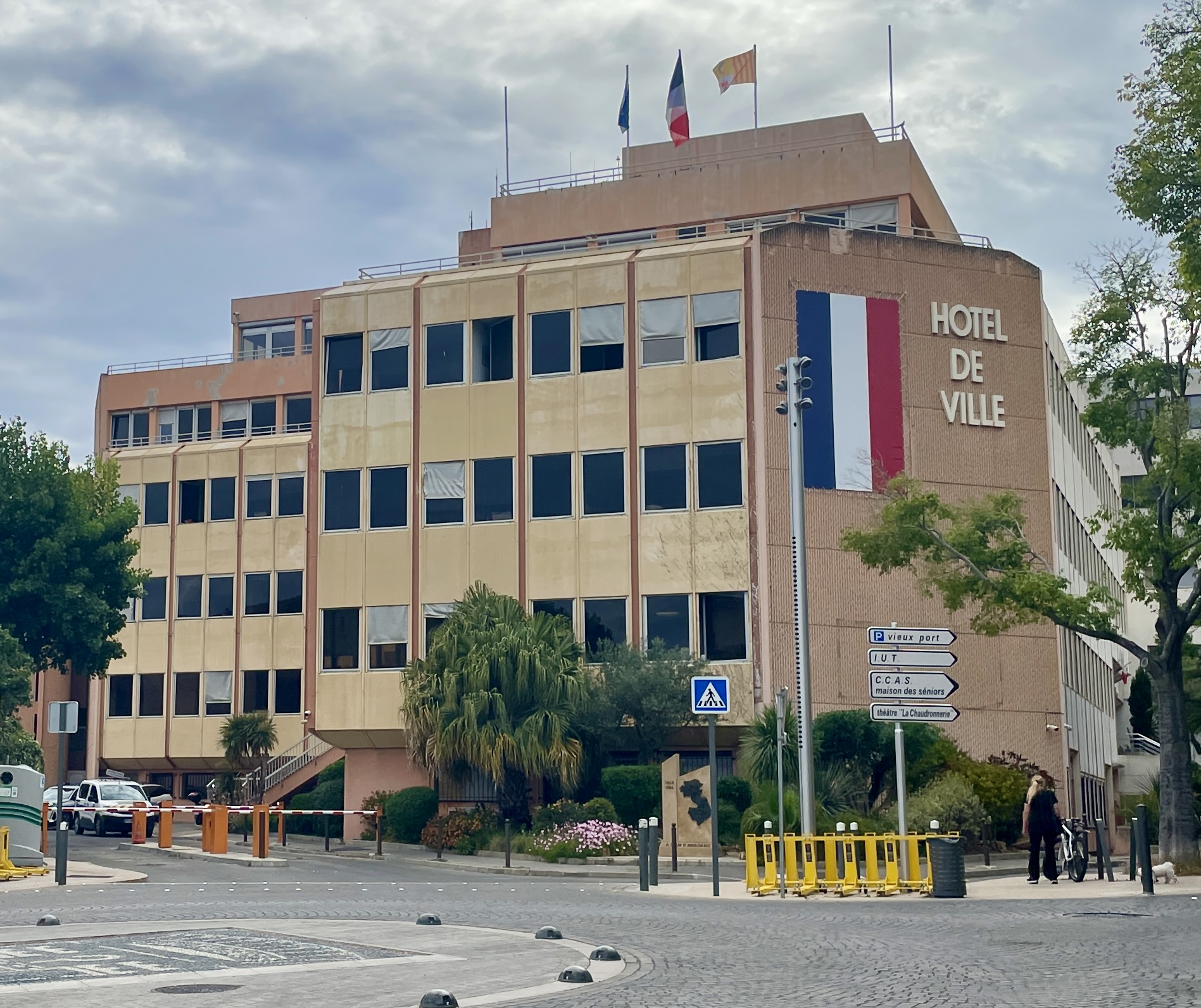
L'hôtel de ville de la commune.

Depuis la Libération, onze maires se sont succédé à la tête de la commune.
| Période          | Période          | Identité                      | Étiquette       | Qualité |
| ---------------- | ---------------- | ----------------------------- | --------------- | --- |
| 20 aout 1944     | 13 mai 1945      | Jean-Claude de Saint-Marceaux |                 | Sculpteur, résistant Président de la délégation spéciale |
| 13 mai 1945      | 19 octobre 1947  | Jean Mailloulas               | PCF             | Métallurgiste |
| 19 octobre 1947  | 1949             | Louis Pécout                  | SFIO            | |
| 17 octobre 1949  | 20 mars 1977     | Jean Graille                  | SFIO-PS         | Contrôleur des PTT, résistant Conseiller général de La Ciotat (1952 → 1973) Président du conseil général (1959 → 1961)                                                            |
| 20 mars 1977     | 13 juin 1979     | Georges Romand                | PCF             | Retraité Conseiller général de La Ciotat (1973 → 1979) Démissionnaire pour raison de santé                                                                                        |
| 13 juin 1979     | 19 mars 1989     | Louis Perrimond               | PCF             | Ancien premier adjoint |
| 19 mars 1989     | 18 juin 1995     | Jean-Pierre Lafond            | UDF-PR          | Chef d'entreprise Sénateur des Bouches-du-Rhône (1995 → 1998) |
| 18 juin 1995     | 18 mars 2001     | Rosy Sanna                    | PCF             | Institutrice Conseillère générale de La Ciotat (1998 → 2004) |
| 18 mars 2001     | 5 septembre 2020 | Patrick Boré                  | RPR puis UMP-LR | Pharmacien Sénateur des Bouches-du-Rhône (2020 → 2021) Conseiller général puis départemental de La Ciotat (2004 → 2020) 1er vice-président du conseil départemental (2015 → 2020) |
| 5 septembre 2020 | 12 juin 2023     | Arlette Salvo                 | LR              | Cadre bancaire retraitée Démissionnaire, |
| 24 juin 2023     | En cours         | Alexandre Doriol              | LR              | Directeur de cabinet, ancien premier adjoint Conseiller régional de Provence-Alpes-Côte-d'Azur (2021 → )                                                                          |

### Intercommunalité
La ville fait partie de la communauté urbaine Marseille Provence Métropole (MPM) du 7 juillet 2000 au 31 décembre 2015 puis de la métropole d'Aix-Marseille-Provence depuis le 1er janvier 2016.

### Jumelages
- Bridgwater (Royaume-Uni) depuis 1957. Cette ville industrielle de 35 000 habitants est devenue célèbre grâce à son spectaculaire carnaval.
- Kranj (Slovénie) depuis 1958. Voisine de la capitale Ljubljana, cette ville universitaire compte 45 000 habitants.
- Singen (Allemagne) depuis 1968. Non loin de la frontière suisse et du lac de Constance, cette ville de 45 000 habitants a développé un pôle économique et culturel important.
- Torre Annunziata (Italie) depuis 2006, ville de 56 000 habitants dans le golfe de Naples.

## Population et société

### Démographie
L'évolution du nombre d'habitants est connue à travers les recensements de la population effectués dans la commune depuis 1793. Pour les communes de plus de 10 000 habitants les recensements ont lieu chaque année à la suite d'une enquête par sondage auprès d'un échantillon d'adresses représentant 8 % de leurs logements, contrairement aux autres communes qui ont un recensement réel tous les cinq ans,.

En 2022, la commune comptait 37 599 habitants, en évolution de +6,31 % par rapport à 2016 (Bouches-du-Rhône : +2,48 %, France hors Mayotte : +2,11 %).
| 1793  | 1800  | 1806  | 1821  | 1831  | 1836  | 1841  | 1846  | 1851  |
| ----- | ----- | ----- | ----- | ----- | ----- | ----- | ----- | ----- |
| 6 160 | 6 117 | 5 274 | 5 237 | 5 427 | 5 382 | 5 902 | 5 429 | 5 196 |

| 1856  | 1861  | 1866   | 1872  | 1876   | 1881  | 1886   | 1891   | 1896   |
| ----- | ----- | ------ | ----- | ------ | ----- | ------ | ------ | ------ |
| 7 674 | 8 444 | 10 017 | 9 867 | 10 058 | 9 702 | 10 689 | 12 223 | 12 734 |

| 1901   | 1906   | 1911  | 1921   | 1926   | 1931   | 1936   | 1946   | 1954   |
| ------ | ------ | ----- | ------ | ------ | ------ | ------ | ------ | ------ |
| 11 622 | 12 370 | 9 975 | 10 690 | 11 877 | 12 425 | 13 428 | 13 410 | 15 159 |

| 1962   | 1968   | 1975   | 1982   | 1990   | 1999   | 2006   | 2011   | 2016   |
| ------ | ------ | ------ | ------ | ------ | ------ | ------ | ------ | ------ |
| 18 827 | 23 916 | 32 721 | 31 727 | 30 620 | 31 630 | 32 126 | 33 738 | 35 366 |

| 2021   | 2022   | - | - | - | - | - | - | - |
| ------ | ------ | - | - | - | - | - | - | - |
| 36 987 | 37 599 | - | - | - | - | - | - | - |

### Enseignement
| Maternelles          | Élémentaires  | Collèges     | Lycées                   |
| -------------------- | ------------- | ------------ | ------------------------ |
| Abeille              | Abeille       | Les Matagots | de la Méditerranée       |
| Les Séveriers        | Les Séveriers | Jean-Jaurès  | Auguste-et-Louis-Lumière |
| La Salis             | La Salis      | Virebelle    |                          |
| Roger Le Guerrec     |               |              |                          |
| Louis-Pécout         |               |              |                          |
| Sainte-Anne (privée) |               |              |                          |
| Afférage             | Paul-Bert     |              |                          |
| Centre-ville         | La Garde      |              |                          |
| Jean-Zay             | Louis-Marin   |              |                          |
| Jacques-Prévert      | Maltemps      |              |                          |
| La Treille           | Saint-Jean    |              |                          |
| Louis-Pourcelly      | Louis-Vignol  |              |                          |
| Elsa-Triolet         |               |              |                          |
| Marguerite-Varésio   |               |              |                          |

Le collège Jean-Jaurès et le lycée Auguste-et-Louis-Lumière devraient obtenir à la rentrée 2008 un statut de collège et lycée expérimentaux.
Le lycée Auguste-et-Louis-Lumière a instauré depuis l'année 2007 la section européenne, une option linguistique nouvelle dans laquelle l'apprentissage de l'anglais est plus soutenu que dans les autres filières. Cela se traduit par l'ajout d'une autre matière, la discipline non linguistique (DNL), c'est-à-dire, l'étude de l'histoire et la géographie en langue anglaise.
Dans le cadre de cette section, les élèves effectuent un séjour linguistique de deux semaines aux États-Unis (Chicago, Illinois) afin de développer leur niveau de langue au sein d'une famille d'accueil. Ils sont donc plongés dans un véritable « bain linguistique » et l'anglais devient leur langue de communication première.
- Enseignement supérieur
  - département « Hygiène et sécurité de l'environnement » de l'IUT d'Aix-en-Provence[55]

### Sports et loisirs
Les sports et loisirs nautiques sont à l'honneur à La Ciotat. Il est possible d'apprendre par exemple le kitesurf dans l'école professionnelle qui y est implantée ou encore de pratiquer l'aquagym en eau de mer, prendre des cours de natation et même effectuer un baptême de l'air en parapente.
- Étoile sportive La Ciotat, maintenant fusionnée avec Cassis-Carnoux.
- USPTT La Ciotat
- Groupement de Pêche et d’Etudes sous-marines (GPES), plus ancien club de plongée sous-marine de France en activité.
- Société Nautique de La Ciotat (SNC), club de sports nautiques fondé au XIXe siècle.

### Personnalités liées à la commune
- Jean-Pierre Alaux (1925-2020), peintre né à La Ciotat.
- Élie Bayol, coureur automobile français, mort le 25 mai 1995 à La Ciotat.
- Jean Boze (1753-1842), capitaine de la marine marchande.
- Frank Cassenti, né le 6 août 1945 à Rabat et mort à La Ciotat 22 décembre 2023, scénariste, réalisateur et metteur en scène.
- Yoan Cardinale, né en 1994, footballeur français (gardien de but).
- Olivier Dahan, réalisateur et scénariste, à l'origine du film La Môme.
- René Donoyan (1940-2020), ancien footballeur français.
- Joseph Antoine Fabre (1844-1923), évêque de Marseille de 1909 à 1923.
- Gilbert Garcin (1929-2020), photographe.
- Honoré Joseph Antoine Ganteaume, né à La Ciotat le 13 avril 1755 et mort à Aubagne le 28 juillet 1818, vice-amiral de la Marine française.
- Gilbert Ganteaume, né le 12 octobre 1932 à La Ciotat, peintre.
- Pierre Gaultier (1642-1696), compositeur et directeur d'opéra.
- Lucien Grangeon (1911-1975), sénateur maire de Vaison-la-Romaine, mort à La Ciotat.
- Jules Hugues dit « Lenoir », inventeur de la pétanque en 1907.
- Olivier Larronde (1927-1965), poète.
- Albert Londe, photographe, né à La Ciotat en 1858 et mort en 1917.
- Les frères Louis et Auguste Lumière, inventeurs, entre autres, du cinéma.
- Clément Manuel, né en 1982, acteur français.
- François-Louis Claude Marini, dit Marin, né à La Ciotat le 6 juin 1721 et mort à Paris en 1809, homme de lettres, éditeur, journaliste et censeur royal français.
- Mickaël Marsiglia, né en 1975, footballeur français.
- Louis-Joseph Maurin (1859-1936), homme d'église français qui fut archevêque de Lyon de 1916 à 1936.
- Louis Minetti, né le 1er septembre 1925 à La Ciotat, sénateur des Bouches-du-Rhône.
- Moussu T e lei Jovents
- Joseph César Musso dit Jeff Musso, né à La Ciotat le 21 octobre 1907 et mort à Sarcelles le 13 mars 2007, violoniste puis réalisateur de films, prix Louis-Delluc en 1938.
- Angelina Nava, née en 2006, chanteuse.
- Michel Pavon, né en 1968, ancien footballeur français.
- Auguste Portalis (1801-1855), magistrat et homme politique français du XIXe siècle.
- Hortense Raynal (1993), poétesse, établie à La Ciotat.
- Marius Rech, né en 1945, peintre et scénographe.
- Georges Ripert (1880-1958), professeur de droit et homme politique français.
- Emile Ripert (1882-1948), écrivain et poète français.
- Jean-Claude de Saint-Marceaux (1904-1979), sculpteur, élève de Pompon, résistant, maire de la commune à la Libération.
- Louis Sciarli né le 22 juillet 1925 à La Ciotat, photographe (CNC, Le Corbusier, EDF, Alcazar, les débuts de la télévision à Marseille, etc.)
- Michel Simon (1895-1975), acteur suisse venant en villégiature à La Ciotat.
- Patrick Vaillant, né en 1954, compositeur-parolier et interprète français.
- Jody Viviani, né en 1982, footballeur français.
- Lénie Vacher, née en 2005, chanteuse, gagnante de la quatorzième saison de Danse avec les stars et ancienne candidate de la Star Academy.

## Économie
- Antenne de la Chambre de commerce et d'industrie Aix Marseille-Provence.

### Grandes entreprises
- Ball Packaging Europe : fabrication de canettes
- Gemalto (anciennement Gemplus) : fabrication de carte à puce

### Pôle nautique

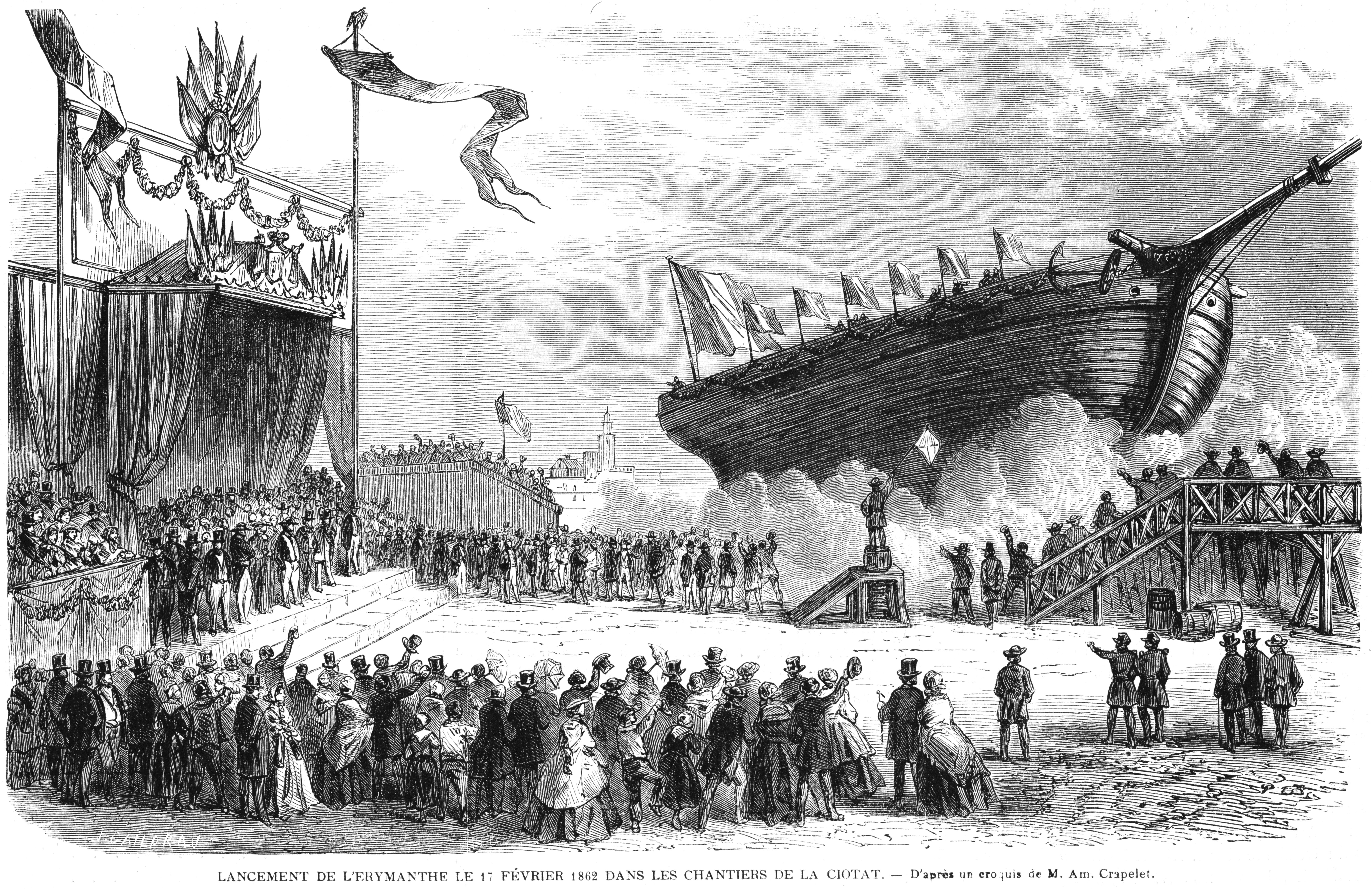
Lancement de lErymanthe le 17 février 1862 dans les chantiers de La Ciotat (L'Illustration, 1862).

En 1429, La Ciotat devient une commune à part entière, se séparant du village voisin de Ceyreste dont elle faisait office de port. Au XVIe siècle, la ville prend un essor dû à l’émigration d’une partie de l’aristocratie génoise chassée d’Italie par des révolutions locales.
De véritables chantiers navals s’installent en 1622, qui prennent une dimension industrielle à partir de 1836. Ils changent plusieurs fois de mains au cours du XXe siècle et constituent le poumon économique de la commune jusqu'à leur fermeture au milieu des années 1980.
La ville renouvelle ses installations portuaires au début du XXIe siècle et devient un pôle de la haute plaisance, avec des chantiers de réparation et maintenance de yachts. Ainsi, en 2006, débute la construction de ce qui est devenu le plus grand ascenseur à bateaux d'Europe. Cette activité[Laquelle ?], qui emploie  600 personnes, est devenue le nouveau poumon économique de la ville.

### Tourisme
La Ciotat vit aussi du tourisme estival. La ville est ainsi devenue une destination phare pour les touristes et les plaisanciers. La politique d'urbanisme de la ville en témoigne, notamment avec l'essor des commerces et des établissements de restauration. Par ailleurs, la ville, anciennement dotée d'un centre de thalassothérapie, accueille un casino depuis le début des années 1920.

## Culture locale et patrimoine

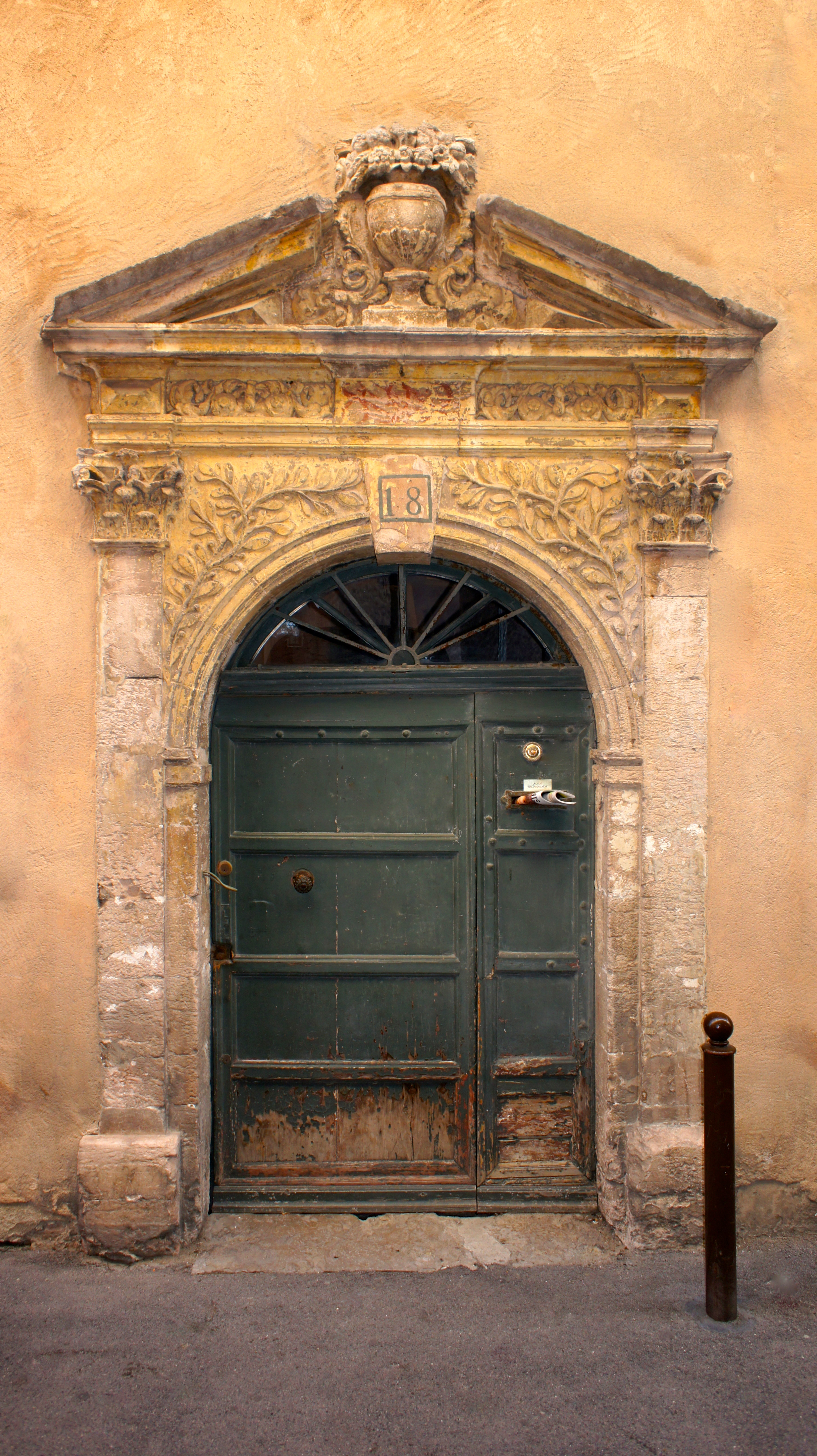
Entrée de l'ancien hôtel de Grimaldi-Régusse édifié au XVIIe siècle.

### Lieux touristiques et monuments

#### Lieux touristiques
- Calanque de Figuerolles
- Parc du Mugel
- Île Verte
- Falaises Soubeyranes
- Plage du Liouquet

#### Monuments laïcs
- vestiges des anciennes fortifications : forts Bérouard et Saint-Antoine
- porte datant de 1628
- palais des frères Lumière (qui y tournèrent plusieurs films) et grand salon (inscrit aux Monuments historiques)
- maisons XVIIe, rues Fougasse et Abeille
- ancien hôtel de Grimaldi-Régusse (inscrit aux Monuments historiques) - cet hôtel a été édifié au XVIIe siècle pour le compte d'armateurs et négociants, les Grimaldi ; le fronton de la porte est de type ornementaliste (époque Louis XIV)

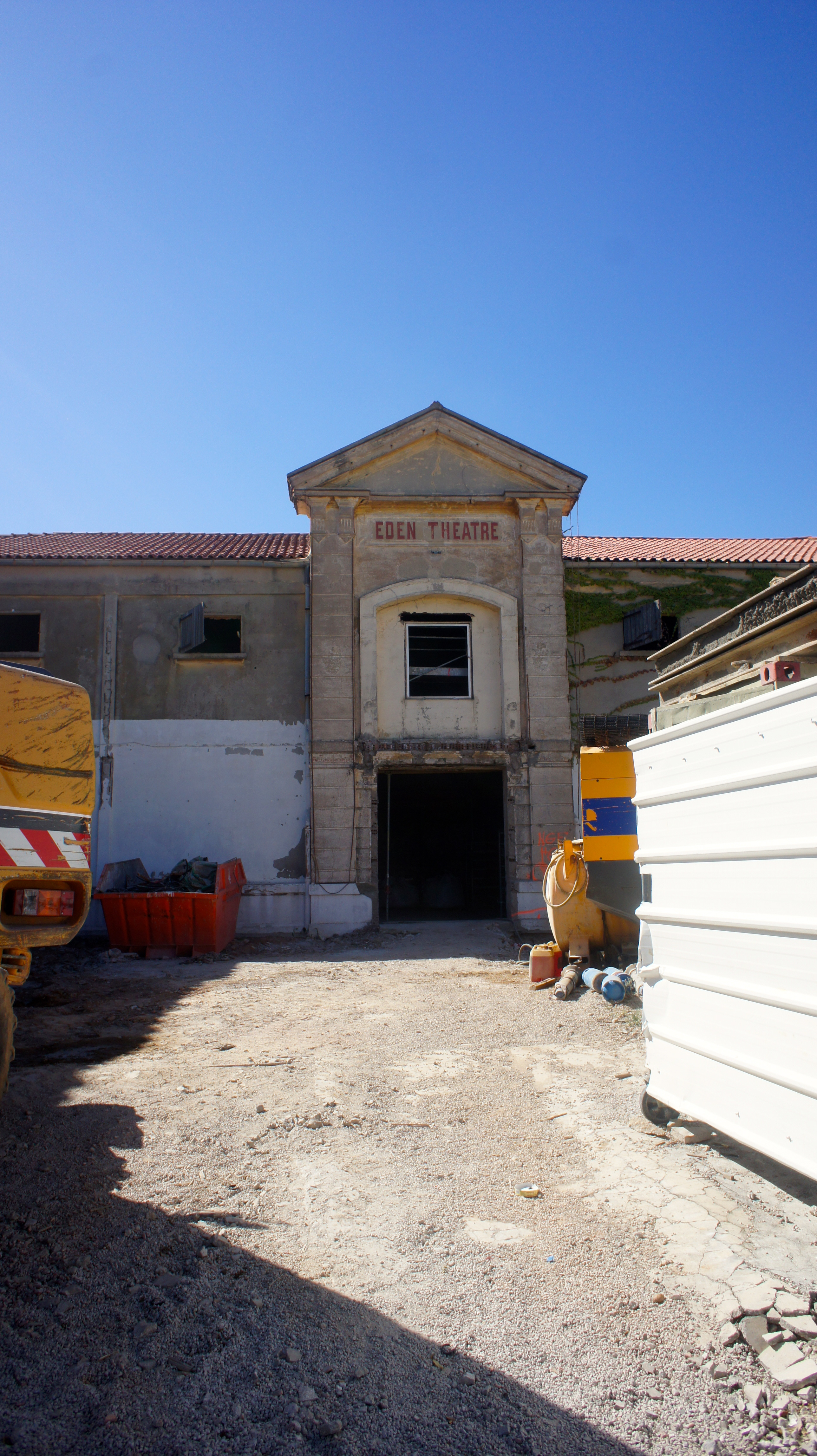
Éden Théâtre (en cours de réfection en septembre 2012).

- ancien vestibule, escalier et toiture (inscrit aux Monuments historiques), 6 rue Adolphe-Abeille
- ancien hôtel-de-ville XIXe, de style Renaissance, surmonté d'un campanile : sur la façade, inscription commémorative de l'escale de Lamartine à La Ciotat (l'ancien hôtel de ville héberge désormais le musée de la ville)

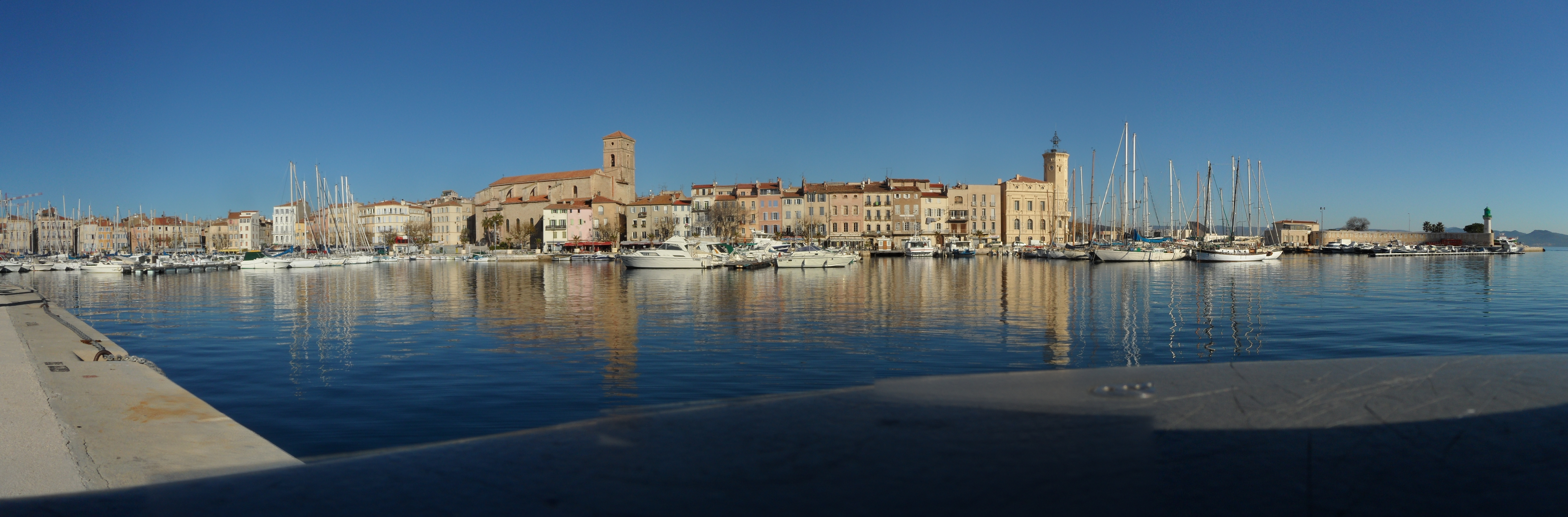
Port de plaisance de La Ciotat, Bouches-du-Rhône, France, avec l'église Notre-Dame de l'Assomption et le musée Ciotaden.

- tour octogonale, vestige de l'ancien couvent des Ursulines ;
- ancien Eden-Concert, devenu L'Eden Théâtre, plus ancien cinéma du monde (inscrit aux Monuments historiques)
- quartier de la Gare : site du tournage de l'un des premiers films au monde, L'Arrivée d'un train en gare de La Ciotat, en 1895 par les frères Lumière
- ruines du fort Saint-Pierre sur l'île Verte
- Bastide Marin (inscrit aux Monuments historiques depuis 2013)

#### Monuments religieux
- Couvent des Ursulines dont il ne subsiste que les vestiges de la tour octogonale, ainsi qu'une aile transformée en habitations. Ce monastère occupait du début du XVIIe siècle à la fin du XVIIIe siècle la quasi-totalité d'un îlot urbain. La chapelle que l'on pensait disparue fut redécouverte partiellement[57] dans des constructions postérieures suite à sa démolition à la Révolution. L'INRAP a étudié en 2022 l'évolution des bâtiments de ce site[58]
- Chapelle de Sainte-Croix, chemin de Sainte-Croix

Plus ancienne des chapelles de La Ciotat, édifiée hors de la ville, elle fut par sa situation l'une des premières vigies avant la construction de l'actuel sémaphore. Propriété des Pénitents Blancs, elle abrita longtemps un ermite qui assurait le rôle de guetteur et pouvait émettre des signaux. Vendue comme propriété nationale en 1790, la chapelle qui comprenait deux pièces et une cour fut transformée en cabanon.

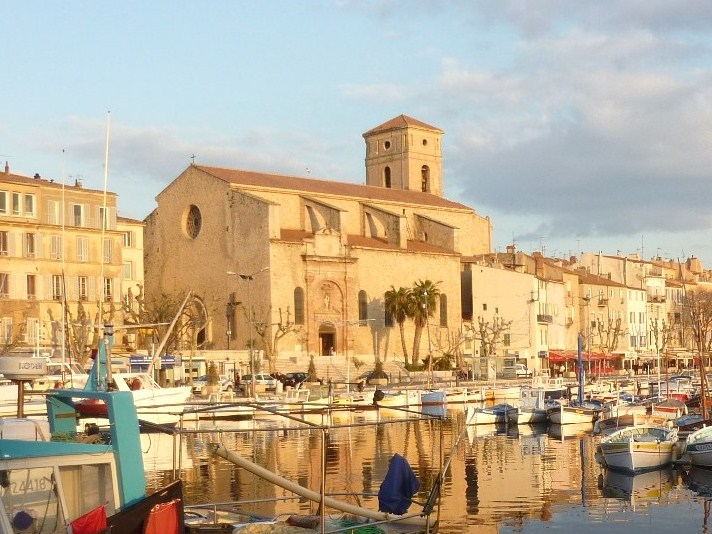
Église Notre-Dame de l'Assomption.

- Église Notre-Dame-de-l'Assomption (1603), quai Ganteaume

L'église fut construite de 1603 à 1626 en agrandissant une ancienne chapelle. Les travaux n'ayant pas été achevés, il y manque deux travées sur le côté ouest. Le bâtiment, de style roman, mesure 44 mètres de longueur, 25 mètres de largeur, 22,5 mètres de hauteur. La façade dégradée par l'érosion et l'intérieur de l'église ont été restaurés de 1971 à 1975. Une statue en marbre évoquant Notre Dame de Bon Voyage provient de l'ancien couvent des Capucins qui se trouvait à l'emplacement de la clinique La Licorne. Les fresques murales ont été réalisées en 1972 par le peintre ciotaden Gilbert Ganteaume.
- Chapelle Notre-Dame-de-la-Garde (1610), chemin Notre-Dame-de-la-Garde

Construite, également hors de la ville, par les Pénitents Bleus, elle fut consacrée en 1613. Décorée d'ex-voto de marins reconnaissants, un pèlerinage traditionnel y a lieu chaque année le 8 décembre.
- Salle Saint-Jacques, chapelle des Pénitents Blancs (1618), place du Théâtre

Décrétée bien national lors de la Révolution, elle servit aux assemblées primaires dès 1790 puis devint salle communale. Mal entretenue, il fut décidé de démolir les parties ruinées et en 1882, les murs rasés, d'y construire un théâtre. Le lieu est devenu salle municipale polyvalente.

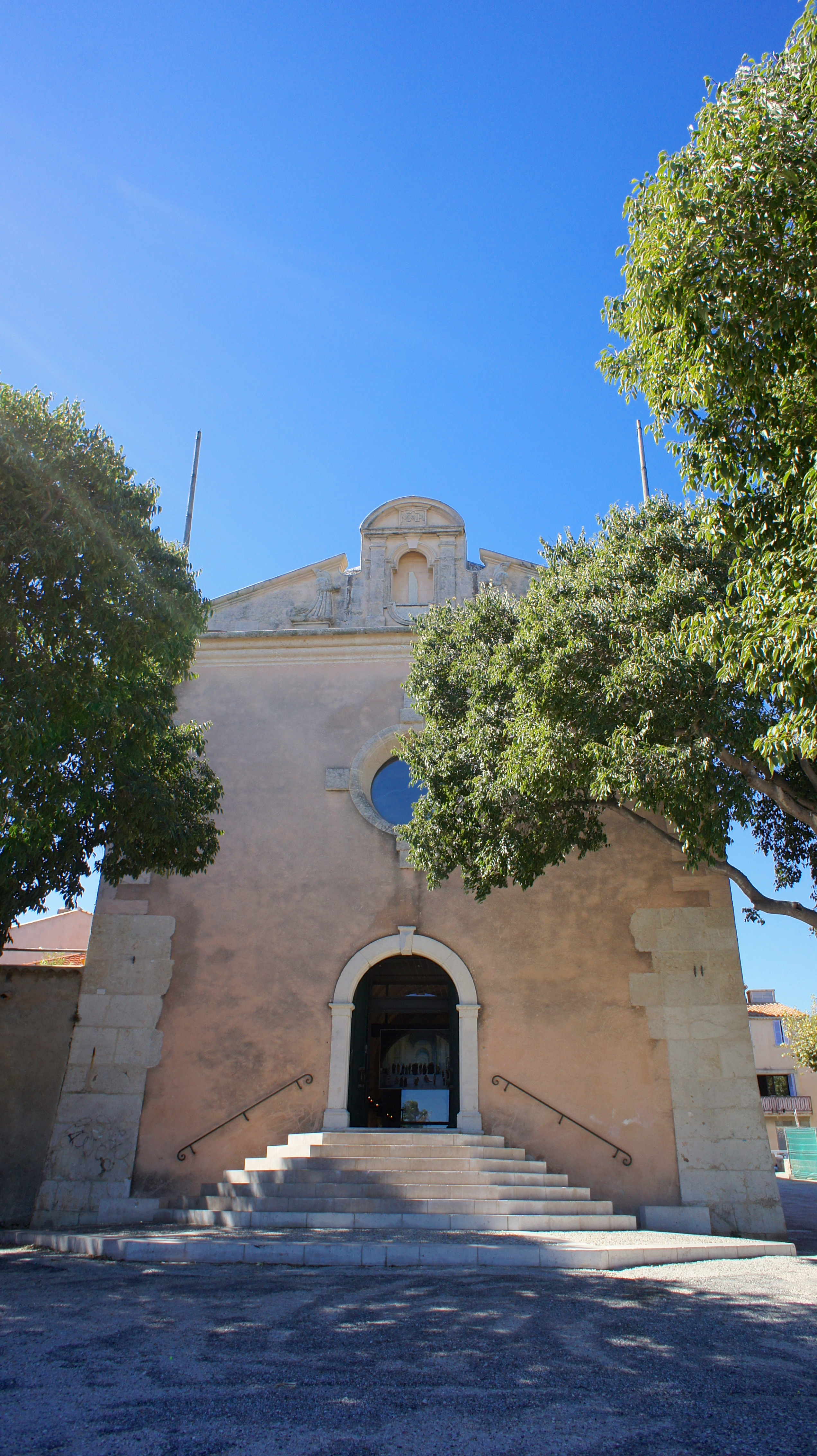
Chapelle des Pénitents bleus.

- Chapelle des Pénitents bleus (1626), esplanade du 8 mai 1945

D'environ 46 mètres de long sur 9 mètres de large, son style est significatif de l'architecture de la Contre-Réforme. Le clocher octogonal fut édifié entre 1633 et 1650. La décoration intérieure de certaines fenêtres porte les dates 1693 ou 1694. Propriété de l'hospice puis bien national le premier maire de La Ciotat, Toussaint André Besson, y est élu le 12 février 1791. Désaffectée, la chapelle restaurée à partir de 1980 et devenue lieu d'exposition, a été classée monument historique en mars 1992.

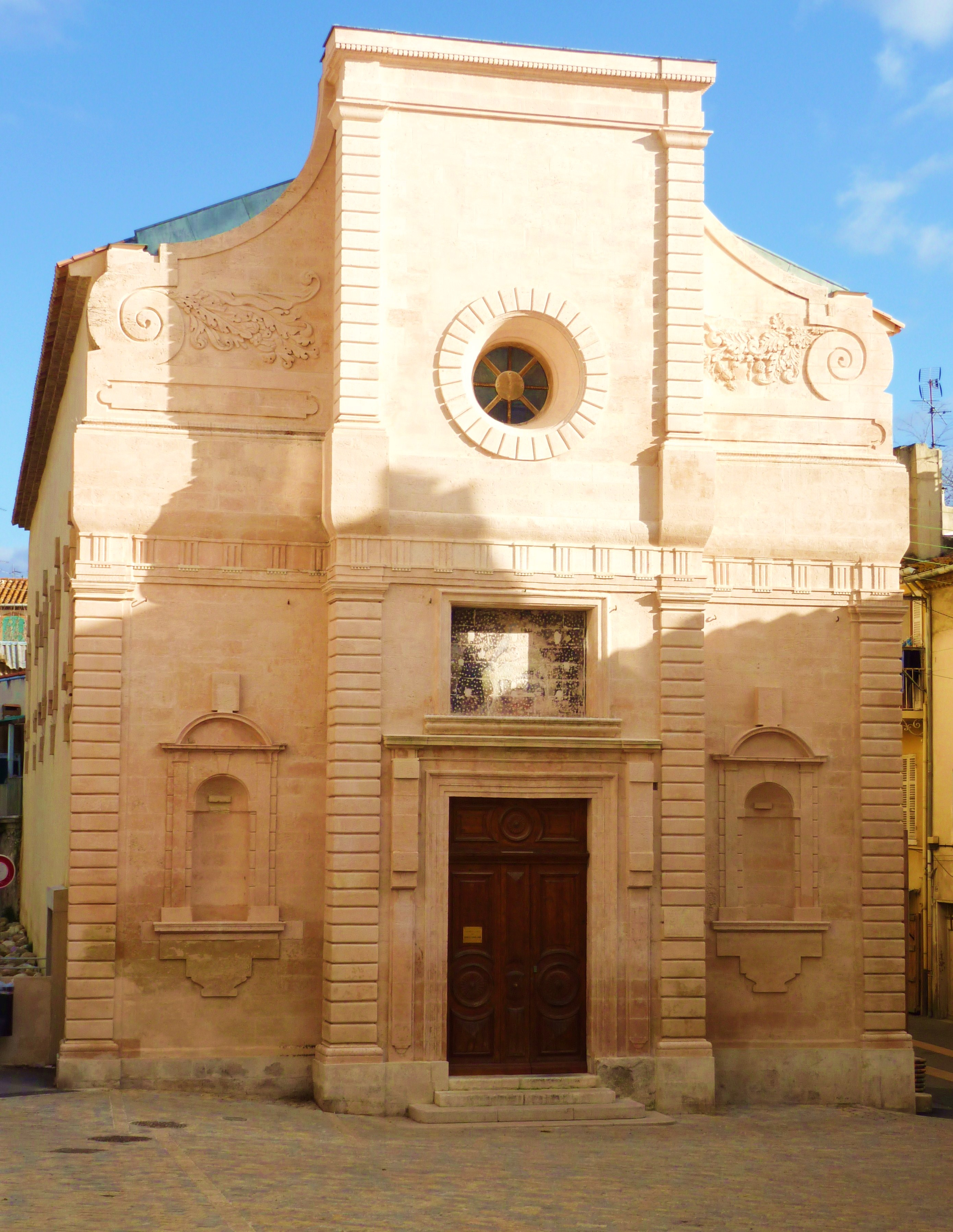
Chapelle Sainte-Anne, chapelle des Pénitents Noirs (1630).

- Chapelle Sainte-Anne, chapelle des Pénitents Noirs (1630), place Esquiros

Construite à partir de 1630, elle ne fut achevée, sous le nom de Notre-Dame-des-Neiges, que vers 1659. Endettés, les Pénitents Noirs la vendirent en décembre 1693 aux Pères Servites, enrichis par la vente de l'eau de Fontsainte, qui l'agrandirent et la consacrèrent à Notre-Dame-des-Sept-Douleurs mais durent, ne pouvant faire face à l'entretien de l'édifice, quitter La Ciotat avant même la Révolution. Décrétée bien national, elle fut vendue en 1791. Elle fut ensuite convertie en prison puis rachetée et la confrérie de Sainte-Anne s'y installa.
- Chapelle des Minimes (1633), place Guibert

La chapelle de 32 mètres de longueur sur 6 mètres de largeur est flanquée de deux collatéraux qui abritent aujourd'hui la synagogue et l'académie de danse qui ouvre sur l'ancienne cour du couvent. Pendant la Révolution, elle fut le siège du club des Antipolitiques. Rendue au culte en 1822, la chapelle désaffectée est en 1948 rétrocédée à la ville.
- Chapelle Saint-Joseph, chapelle des Pénitents Noirs (1698), place Esquiros

Elle fut bâtie pour les Pénitents Noirs de mai 1697 à avril 1698 à une cinquantaine de mètres de leur première chapelle (Sainte-Anne) sur un terrain contigu au rempart de la porte de Cassis. Ce qui restait de la confrérie laissa place en 1819 à la congrégation de Saint-Joseph.
- Chapelle de l'Œuvre-de-Jeunesse (1872), boulevard Michelet

Construite entre 1866 et 1871, elle mesure 26 mètres de longueur, 9 mètres de largeur, 14 mètres de hauteur. Les vitraux, commandés en 1867, sont l'œuvre du verrier Alphonse Didron.
- Chapelle Saint-Jean (1935), avenue Bellon

De style moderne, elle mesure vingt mètres de longueur et huit mètres de largeur.

### Patrimoine culturel

#### Ville d'inventions
Le cinéma

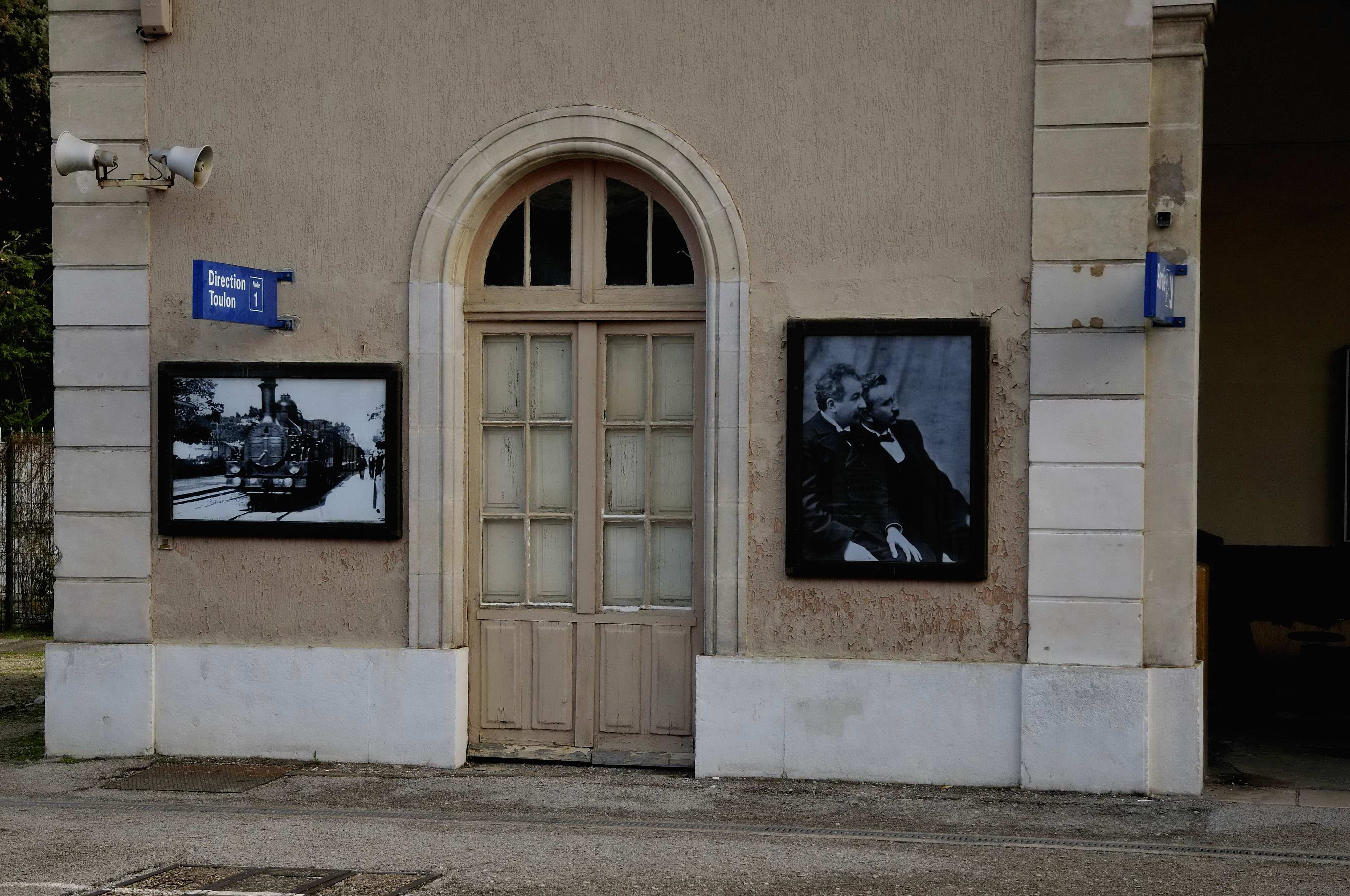
Les frères Lumiére sur le quai de la gare de La Ciotat.

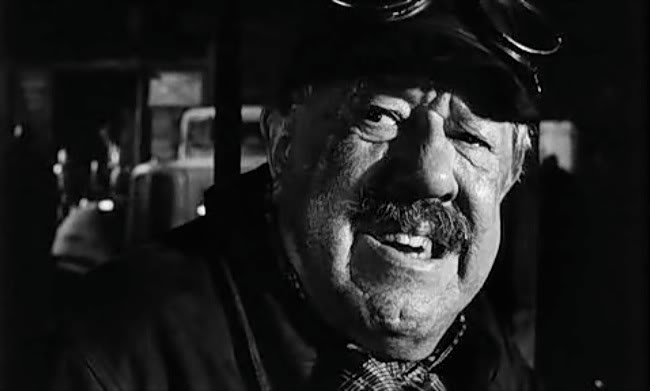
Michel Simon.

À la fin du XIXe siècle, des industriels lyonnais, les frères Lumière, vont jouer un rôle de premier plan dans l’histoire du cinéma avec, en 1895 un des premiers films jamais réalisés, L'Arrivée d'un train en gare de La Ciotat, suivi de quelques autres que l’on dit réalisés dans leur villa ciotadenne, le château du Clos des plages : l'Arroseur arrosé, le Repas de bébé. Les frères Lumière réalisent aussi les premières photographies en couleur dans le golfe de La Ciotat.
À La Ciotat se trouve aussi le plus vieux cinéma du monde encore existant, L'Eden, face au nouveau port de la ville. Sa réhabilitation via un comité de soutien présidé par Bertrand Tavernier est réalisée, le nouveau cinéma a été inauguré le 9 octobre 2013 ainsi qu'un espace musée Lumière-Michel-Simon (l'acteur ayant fini ses jours à La Ciotat).
La pétanque
La Ciotat revendique aussi l'invention de la pétanque : en 1910, au terrain de jeu provençal des frères Pitiot, les chaises des spectateurs avaient été enlevées. Mais un ami des propriétaires, Jules Lenoir, qui était perclus de rhumatismes et avait du mal à rester debout, fut autorisé à jouer assis à un poste fixe, les "pieds tanqués" au milieu d'un cercle tracé sur le sol. Ceci fut immortalisé par une plaque apposée sur le terrain de la « Boule étoilée » où naquit la pétanque.

### Manifestations culturelles et festivités
Une des manifestations les plus importantes est Il était une fois 1720. Cette fête historique se déroule sur trois jours au niveau de la zone piétonne du bord des plages (jusqu'en 2010, elle se déroulait sur « Port-Vieux » et le centre-ville). Elle commémore la triste période de la peste de Marseille qui frappa la Provence au XVIIIe siècle et le courage des Ciotadens et Ciotadennes luttant contre les étrangers voulant se réfugier dans l'une des seules villes ayant évité cette épidémie.
Le spectacle, qui eut lieu pour la première fois en 2002, est l'œuvre d'une association loi de 1901 : La Ciotat, il était une fois, de bénévoles, de la cité ou d'ailleurs, qui travaillent toute l'année à préparer ce week-end de reconstitution historique.
Fin septembre, la communauté algérienne de Mers el-Kébir de La Ciotat rend hommage à Saint Michel lors d'une procession qui lui est dédiée.

### La Ciotat dans les arts

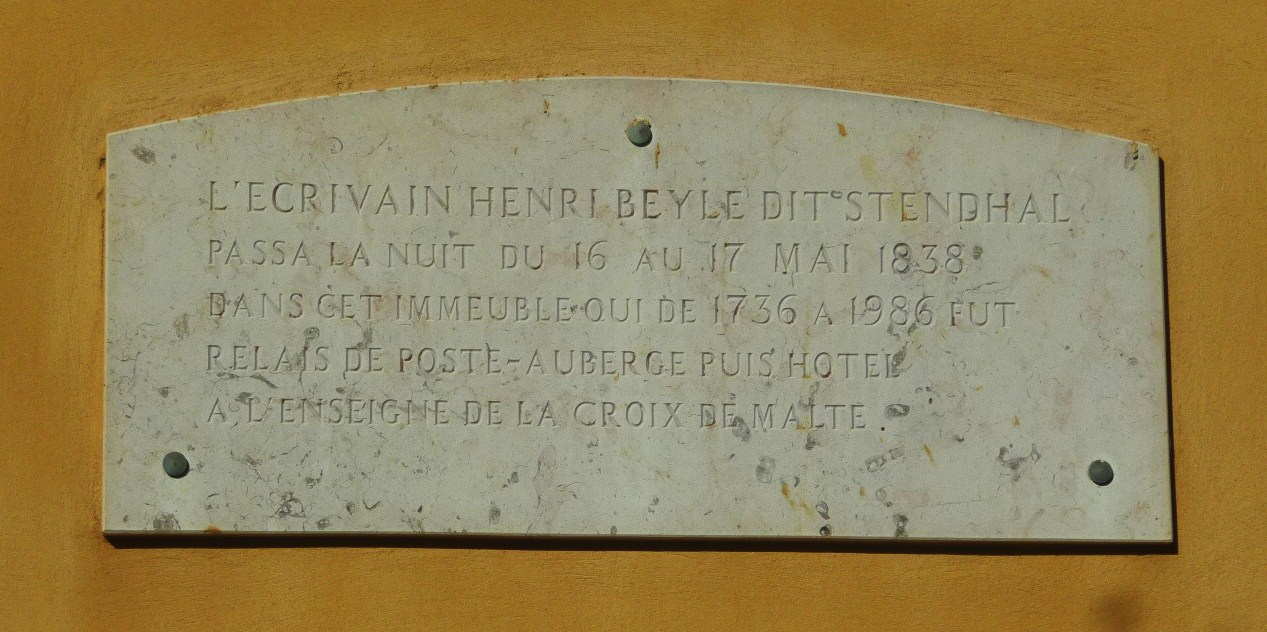
Plaque apposée en souvenir du séjour de Stendhal à La Ciotat.

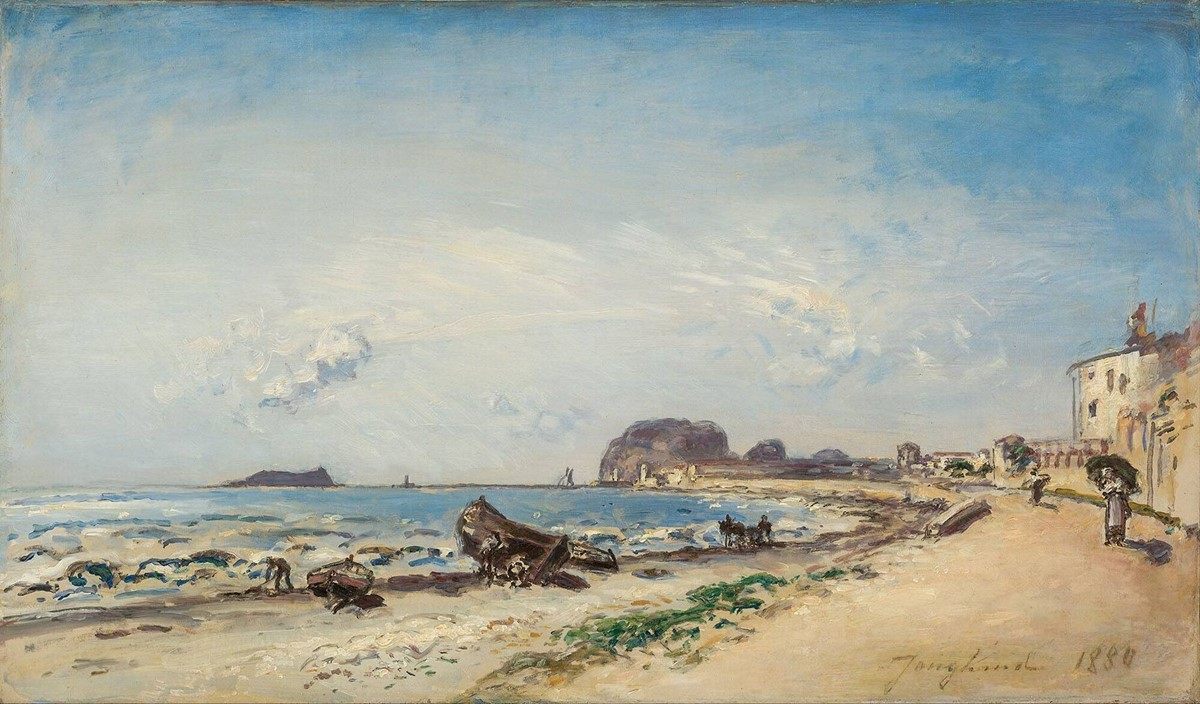
Jongkind, La Ciotat, 1880, Musée Boijmans Van Beuningen, Rotterdam.

#### Littérature
Lamartine en juillet 1832 et Stendhal en mai 1838 s'arrêtent à La Ciotat.
La Ciotat, Figuerolles et le cap Canaille sont évoqués en 1928 et 1931 dans l'interprétation que tente Raymond Queneau des images de ses rêves. Le début de son roman Les Enfants du limon (1938) se passe à La Ciotat.
Pendant l'été 1953, Henry Miller rend visite à Michel Simon à La Ciotat.
En 1953, l'écrivain Daniel Guérin crée en 1953 sur les hauteurs de La Ciotat, traverse de la Haute-Bertrandière, une résidence d'artistes dans sa propriété Rustique Olivette. Il y reçoit notamment dans les années 1950 Chester Himes, André Schwartz-Bart, en 1957, qui y travaille à son ouvrage Le Dernier des Justes, Paul Celan, Brion Gysin. Chester Himes y revient en 1966 et y commence d'écrire son autobiographie.

#### Peinture et sculpture
Après un séjour durant l'été 1906 à La Ciotat, Georges Braque et Othon Friesz peignent, dans le style du fauvisme, de nombreux tableaux dont les titres évoquent la ville.
Le peintre André Masson y séjourne dans les années 1930.
André Marchand donne en 1942 pour titre La Nuit à La Ciotat à l'une de ses peintures (73 × 92 cm).
Au cours de ses séjours à La Ciotat vers 1945-1946, le sculpteur Baltasar Lobo réalise, dans une tour au-dessus des « Flots bleus », les dessins dont il s'inspirera pour les séries de ses Maternités et de ses Baigneuses.
Une œuvre de Nicolas de Staël datant de 1952-1953 (huile sur toile, 50 × 61 cm) a pour titre Méditerranée (La Ciotat).
Une œuvre pérenne de Guillaume Bottazzi réalisée dans le cadre de Marseille-Provence 2013, Capitale européenne de la culture, vient s’inscrire dans le paysage urbain de La Ciotat.

#### Musique
Massilia Sound System et, surtout, Moussu T e lei Jovents, ce dernier étant basé dans la ville même, font souvent référence à la Ciotat dans leurs chansons.

#### Photographie
Willy Ronis réalise en 1947 une photographie de deux jeunes garçons plongeant dans le port depuis les chaînes d'un cargo.

### Lieu de villégiature
Aux XIXe et XXe siècles, le site est connu comme lieu de villégiature. Depuis, la ville conserve son attrait pour le tourisme estival et offre de nombreuses plages, de nombreuses possibilités de plongées, ainsi qu'un point de départ pour les visites des calanques.

### Patrimoine environnemental
- Parc du Mugel :  12 hectares de verdure et de plantations au pied du Bec de l'Aigle. Classé « Jardin remarquable ».

## Galerie

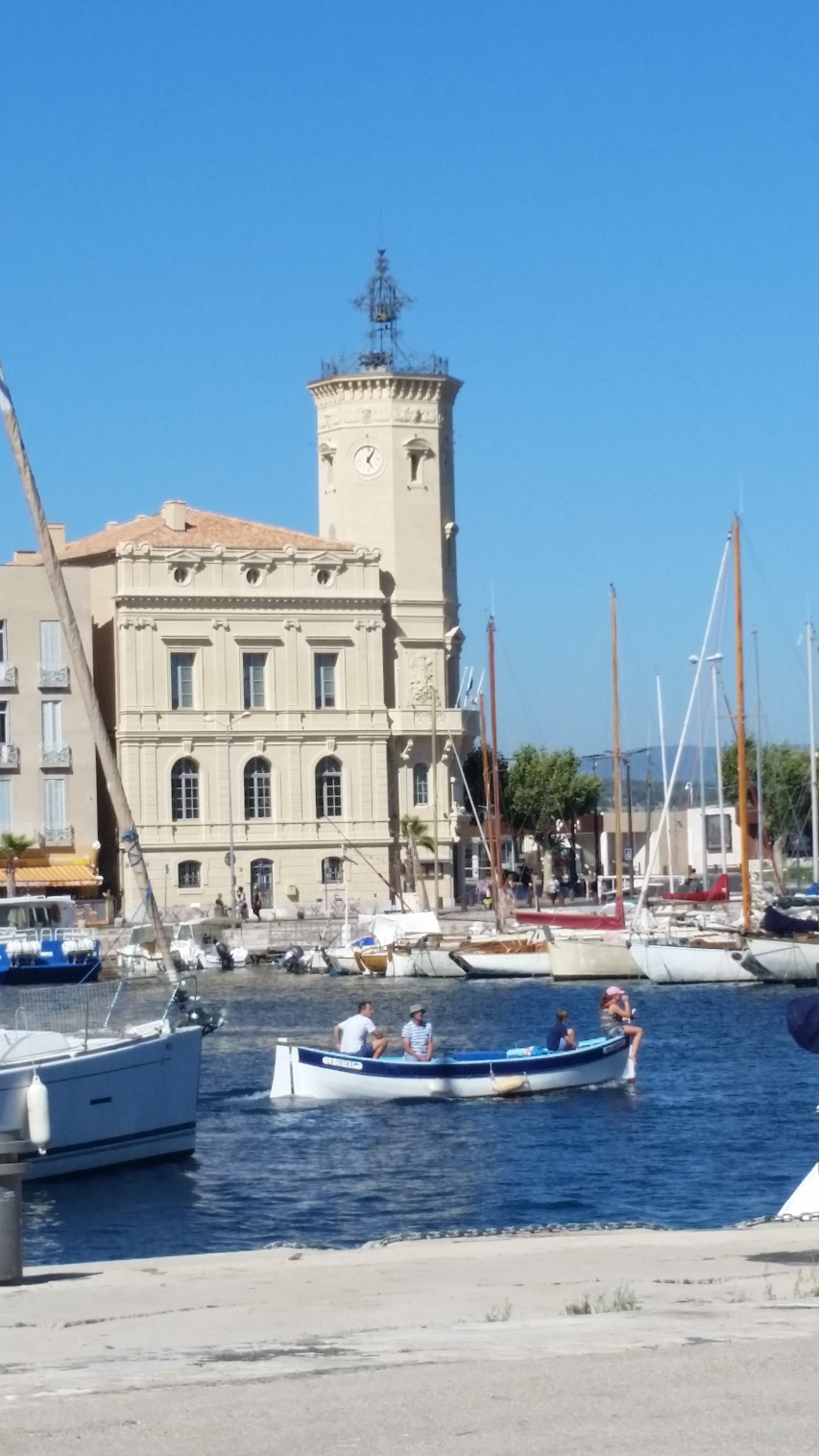
Vue du port de l'ancien hôtel de ville.
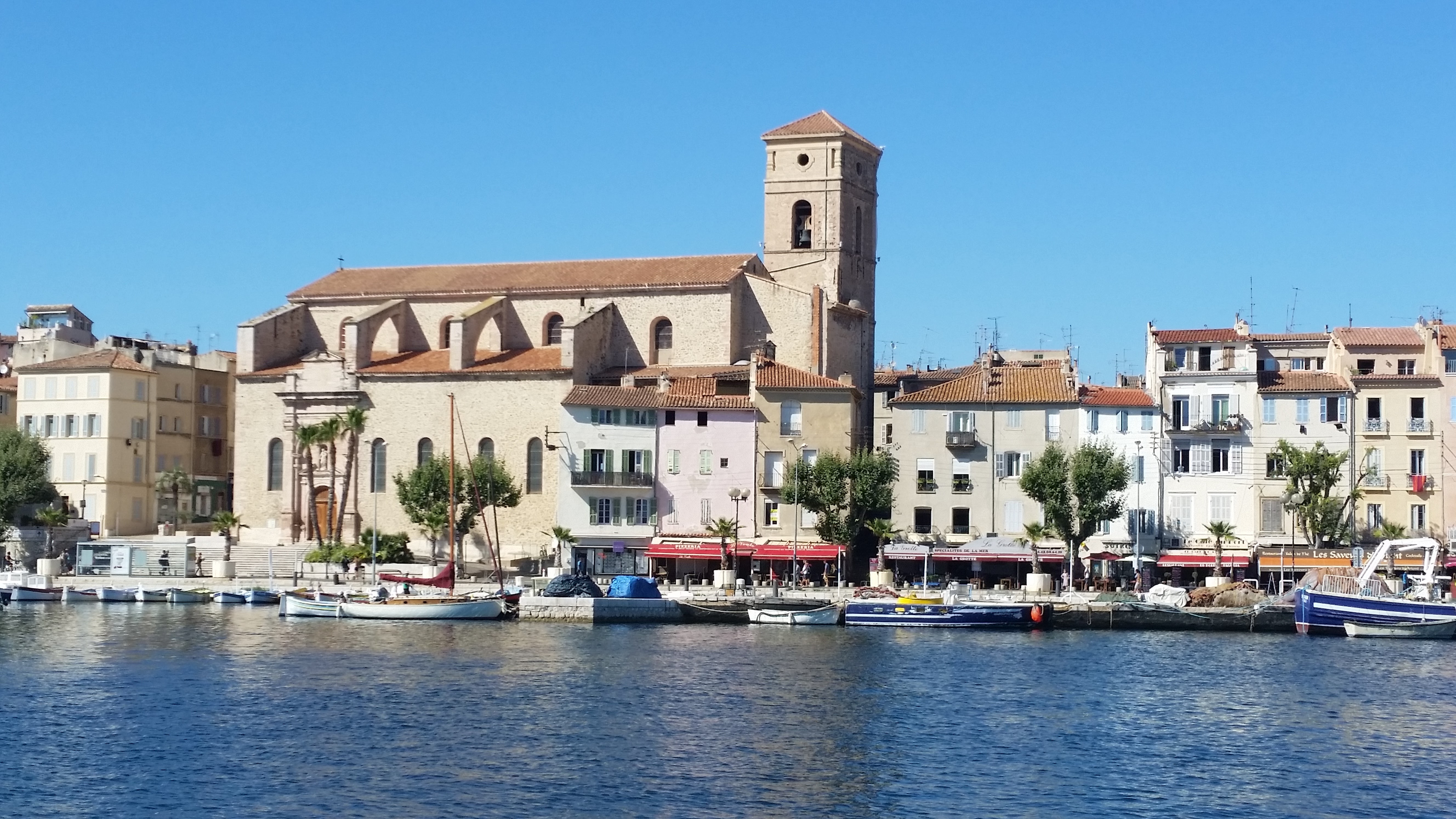
Vue de l'église depuis le port.
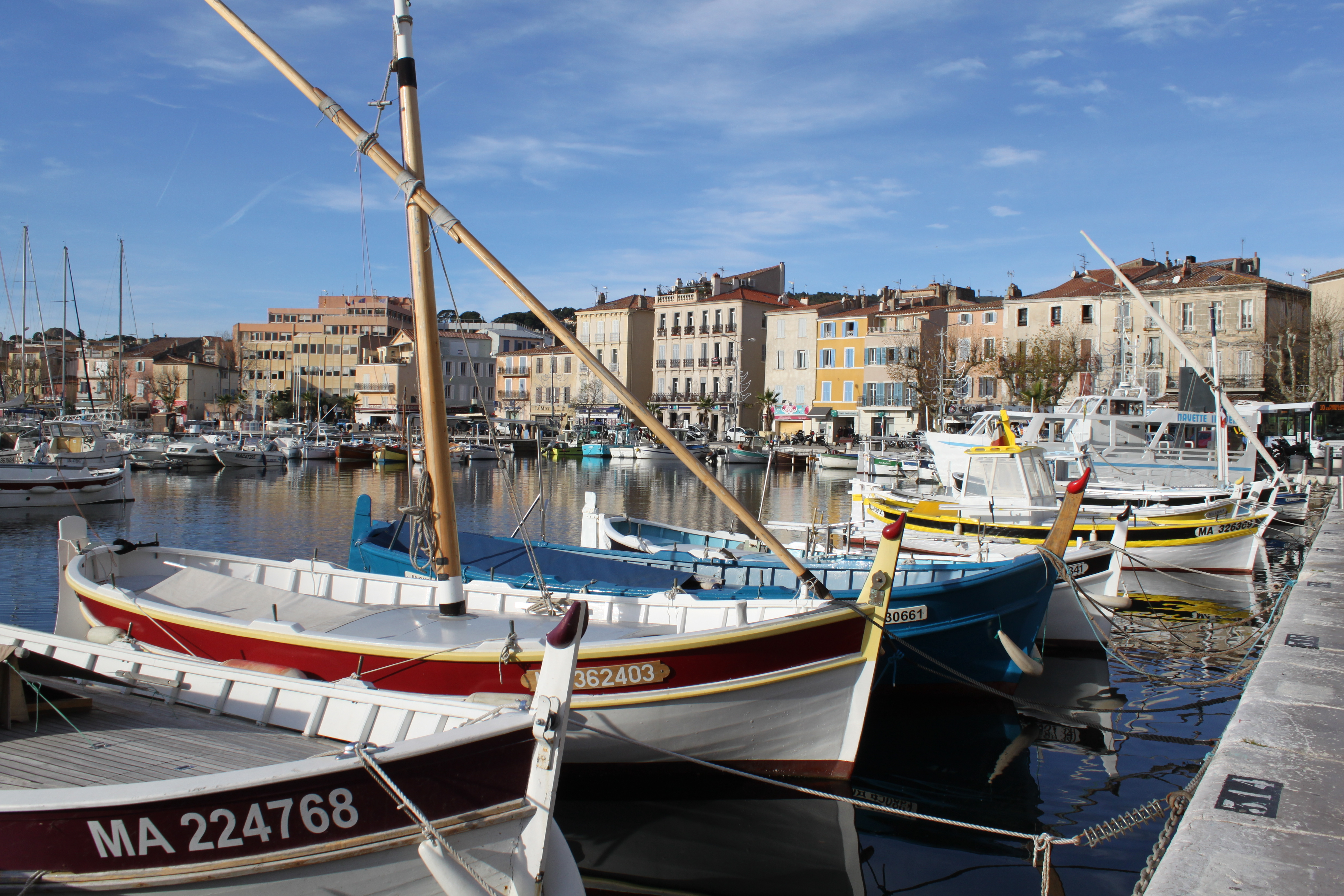
Port Vieux et barquettes marseillaises.
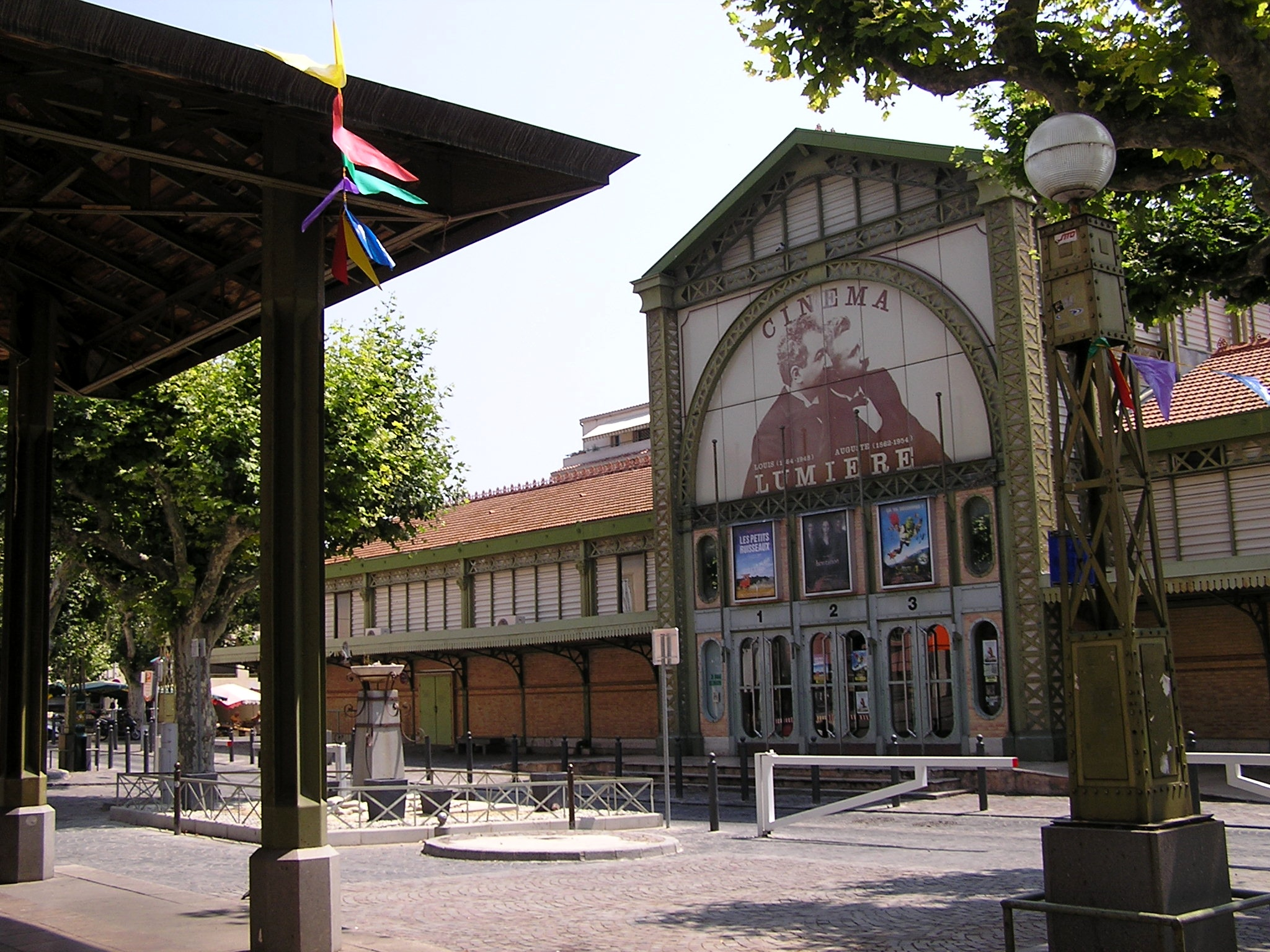
Les halles du centre ville de style Eiffel.
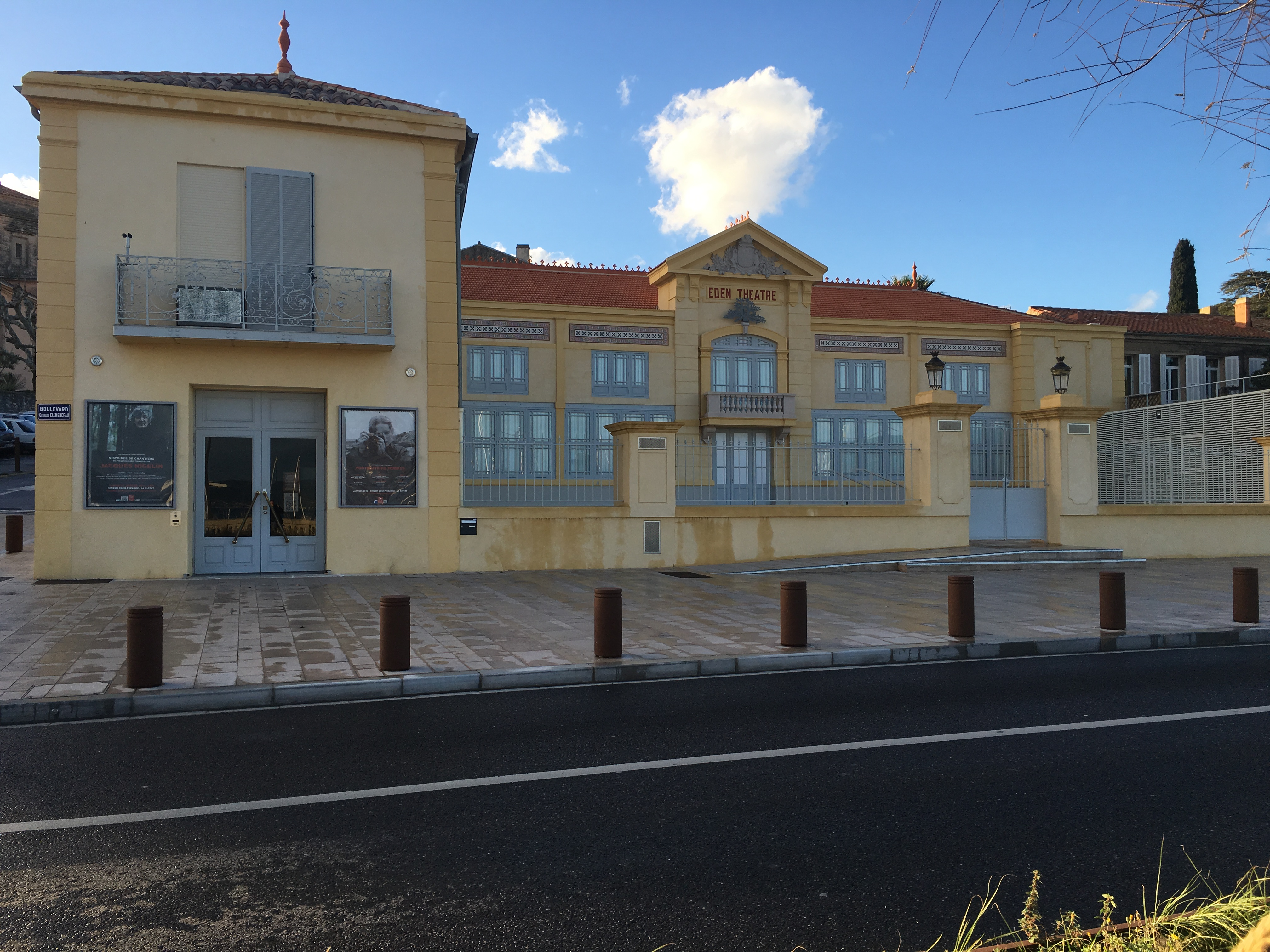
Le cinéma Eden Théâtre.